# Historia del caballo durante el siglo XX

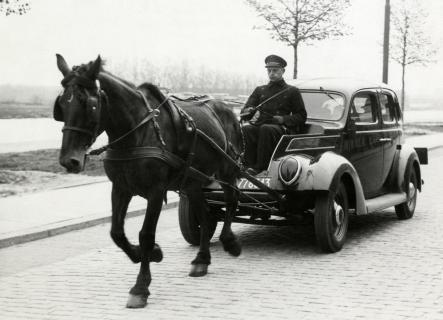
Taxi-automóvil arrastrado por un caballo en los Países Bajos, durante la penuria de carburante de la Segunda Guerra Mundial.

La historia del caballo durante el siglo XX,  estuvo marcada por un cambio profundo en la relación entre este y el ser humano. En los países desarrollados, el animal militar y utilitario de principios de ese siglo, sufrió una reorientación profunda hacia actividades de esparcimiento y hacia la competición deportiva. En esa época de grandes cambios en múltiples dominios de principios del siglo XX, Jean-Pierre Digard señaló un gran quiebre en la historia de las sociedades humanas; en efecto, el estatuto utilitario del caballo permanecía con cambios relativamente menores desde la época de la revolución neolítica y la domesticación del caballo, y la nueva modernidad mostraba un quiebre brusco y notable en términos de la forma y del ritmo de vida.
En unas pocas décadas, el siglo XX impuso el final de los caballos en el transporte urbano, ya insinuado hacia fines del siglo XIX, y la participación de dichos animales también se redujo notablemente en el trabajo agrícola, cambiando también así la vida cotidiana del agricultor, ya que en el siglo XIX, agricultura, agricultor, y caballo estaban muy fuertemente ligados. Igualmente, las caballerías militares se redujeron en forma importante y redefinieron sus objetivos, pasando de la participación directa en las confrontaciones, a tareas tácticas de vigilancia y de ayuda en terrenos especialmente difíciles.
La nueva relación entre los humanos y los caballos rápidamente se reorientó hacia el deporte ecuestre y las actividades recreativas, y también las actividades hípicas se desarrollaron con fuerza, impulsadas por la popularidad de las apuestas.
Los deportes ecuestres se iniciaron en los Juegos Olímpicos modernos en el año 1900 en París, aunque la mayoría de las pruebas olímpicas actuales solamente fueron admitidas de manera sistemática a partir de los juegos de Estocolmo del año 1912. La práctica de la equitación así se jerarquizó, y se integró entre las aficiones de masas, especialmente en los países desarrollados. Desde entonces, el número de jinetes aumentó progresivamente de una manera importante, dominado por una fuerte feminización. El excursionismo ecuestre, que al inicio del siglo XX era desconsiderado y en algún sentido menospreciado, al finalizar ese siglo quedó muy valorizado. En ese siglo XX, el número de caballos disminuyó con fuerza en muchos países, dada la disminución de los usos utilitarios de esos animales, pero paralelamente se asistió a un fuerte desarrollo de la llamada equitación de esparcimiento, junto a la aparición de caballos para la recreación, especialmente orientados para esa actividad, y con un estatuto próximo al de un animal de compañía.
Ciertos pueblos caballistas, particularmente los que se integraron a la URSS como los Yakutos y los Cosacos, perdieron muchas o algunas de sus tradiciones ecuestres o las vieron recular en cuanto a su práctica y su popularidad. En otros casos como por ejemplo los mongoles, las conservaron bastante bien durante todo el siglo XX.
La sensibilidad en cuanto al vínculo con el caballo creció y se afianzó en muchos lugares, y la hipofagia fue objeto de un rechazo cada vez más fuerte en los países occidentales. Por otra parte, la moda de la equitación etológica se afirmó cada vez más, entre otras cosas por la influencia que han tenido ciertos filmes de éxito, como por ejemplo, The Horse Whisperer (año 1998). La producción artística no ha olvidado al caballo, ni en los filmes de wéstern ni en la literatura, y como prueba de ello, por ejemplo basta recordar las novelas de la serie El corcel negro (del escritor Walter Farley).
La equitación ha generado un empoderamiento importante en el desarrollo económico y social de ciertos países, principalmente asociado con la generación de empleo directa o indirectamente relacionado con la práctica de este deporte, así como con las contribuciones económicas de la industria equina en general; corresponde citar el estudio elaborado por la Real Federación Hípica Española en el año 2013, en el cual se establece que en España, más de 60 000 puestos de trabajo directos dependen del sector ecuestre, y más de 1900 millones de euros son generados por los diferentes sectores que trabajan en el mundo equino, incluyendo la capacitación y práctica de los jinetes, el cuidado de los propios caballos, las apuestas hípicas y todo el entorno de las carreras de caballos, la veterinaria, la alimentación animal, el turismo, etc.

## Final de una forma de vida
Cita: En l'espace d'une génération, la civilisation du cheval vient de disparaître. Une civilisation quasi-universelle, dont l'origine se perd dans les millénaires, vient de mourir sans bruit, discrètement. [...] Il s'agit là d'une rupture décisive et irréversible dans l'histoire des sociétés.
Traducción al español: En el espacio de una generación, la civilización del caballo desapareció. Una civilización casi universal, cuyo origen se perdía en el tiempo, se acabó sin ruido, discretamente. [...] Ello implicó una ruptura decisiva e irreversible en la historia de las sociedades humanas.

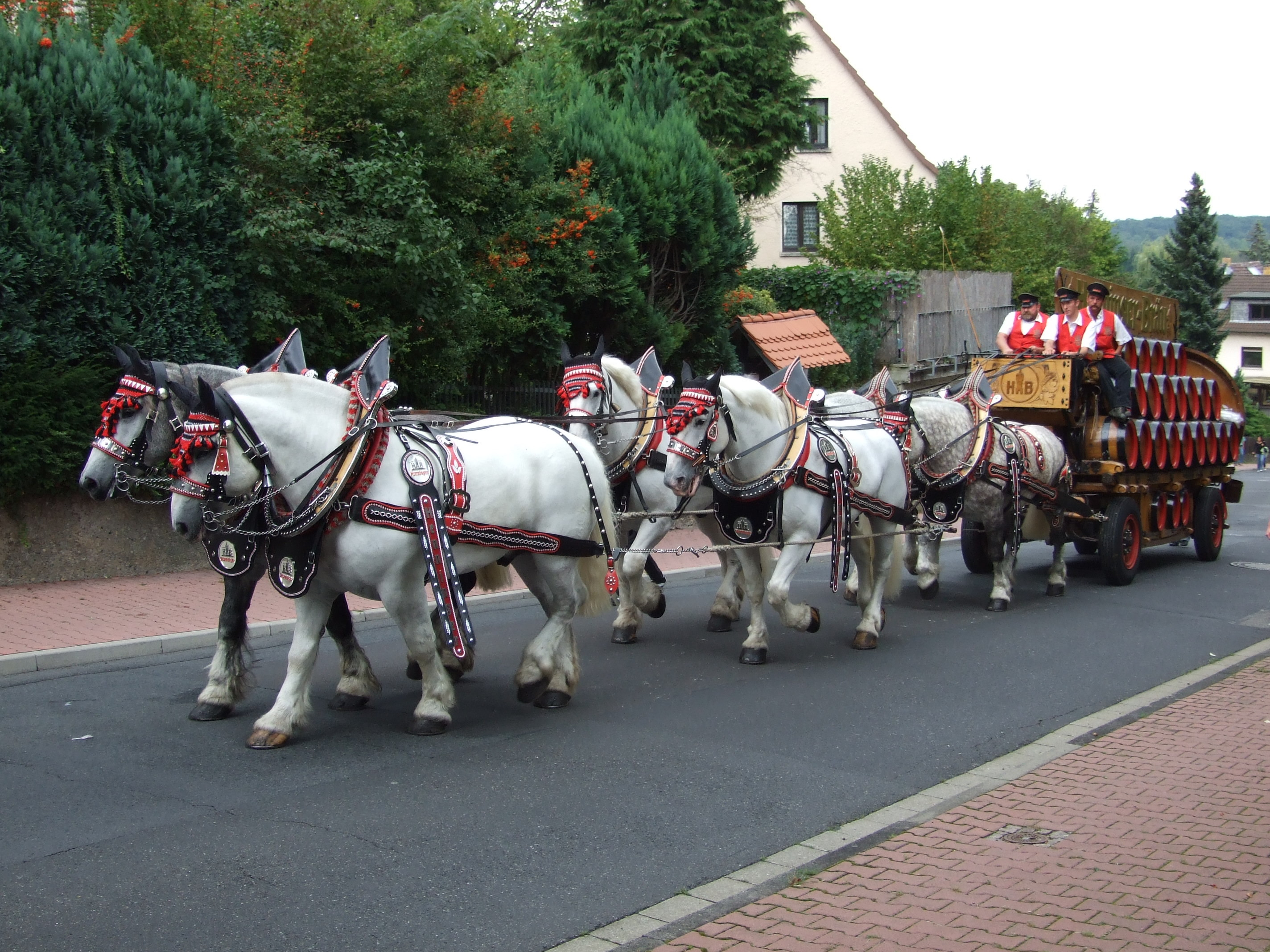
Enganche con seis caballos de tiro.

El fin del caballo utilitario es algo que con frecuencia pasa inadvertido o subestimado por parte de los historiadores. La importancia de los caballos de tiro, que en otra época apoyaban tanto los desplazamientos humanos como el trabajo pesado (entre ellos el trabajo agrícola), es olvidado o subestimado por la historia que se cuenta. Y eso que la explotación por parte del hombre de la fuerza del caballo, existe desde hace un poco más de cinco milenios. La velocidad del transporte en tierra, desde el Imperio Romano hasta fines del siglo XIX, apenas si había tenido cambios, y en ese período el caballo fue primordial, fue de enorme ayuda y de gran importancia estratégica.
El abandono progresivo de la tracción animal que primero se dio en las ciudades y luego en el entorno agropecuario, supuso un hito en la historia. Y este quiebre no se produjo sin consecuencias, ya que la energía equina, la energía eléctrica, y la energía de los motores, ocupan nichos completamente diferentes en términos de fuentes de aprovisionamiento y de producción. La transición cultural entre caballo y vehículo motorizado (la idea de sustituir uno por el otro) parecería es más fácilmente aceptable que la efectiva transición material de uno al otro. Como lo señala el historiador Daniel Roche, el caballo abandonó las ciudades, las minas, y los terrenos de batalla, y en parte también las zonas rurales, pero continúa ocupando un lugar importante en ciertas actividades, así como en las simpatías y el imaginario de los humanos.

### Suposiciones y creencias

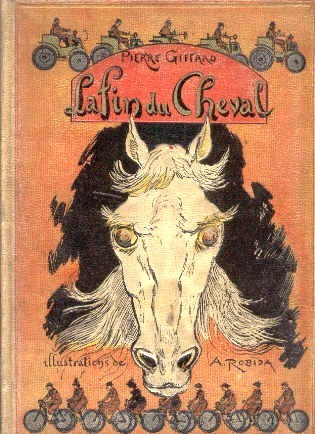
Tapa del libro La Fin du cheval de Pierre Giffard, año 1899, que predijo la desaparición del caballo como medio usual de transporte, y su sustitución por bicicletas y automóviles.

El reemplazo de la energía animal (fuerza animal) por motores y máquinas, estaba ya insinuado hacia el fin del siglo XIX. Y tanto criadores de caballos como veterinarios, se alarmaban entonces de la popularidad de la bicicleta, convencidos de que eso podría desplazarlos al paro. Por su parte, la invención del ferrocarril y del motor a explosión junto al dominio de la electrificación, completaban el panorama del reemplazo, especialmente en los países desarrollados, de la tracción animal por las máquinas.
En 1899 el francés Pierre Giffard publicó la obra La Fin du cheval, un libro ilustrado por Albert Robida, donde se defendía la tesis del posible reemplazo del caballo por la bicicleta y el automóvil. El mismo año de 1899, La Jamais Contente pulverizó el récord del mundo de velocidad automovilística, alcanzando los 100 km/h. Y tanto en Estados Unidos como en Francia, el caballo mostraba sus limitaciones, incluso en términos de velocidad, ya que cada vez que una línea de ferrocarril comenzaba a operar, el caballo dejaba de ser utilizado casi por completo, o bien su uso se reducía a trayectos cortos en carros tirados por equinos, generalmente entre las propias estaciones de ferrocarril y las ciudades, tanto para el transporte de mercaderías como de personas.

### Economía de la cría

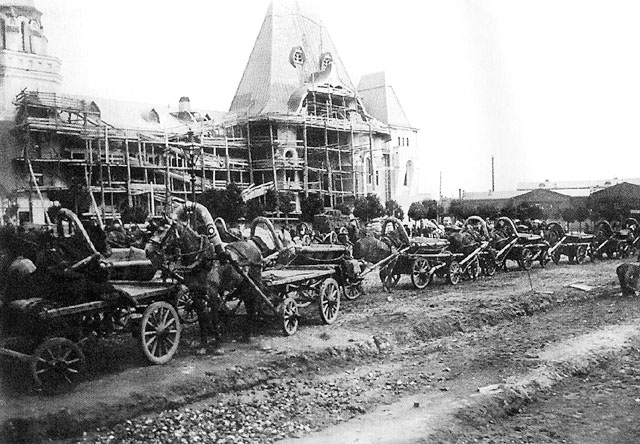
Construcción de la estación de Iaroslavl en Moscú, 1903 o 1904. Los caballos dejaban de utilizarse en los transportes de larga distancia, cuando se implantaba una línea de ferrocarril.

A principios del siglo XX los métodos de selección de caballos cambiaron como consecuencia de influencias varias y en especial por causa de las ideas mendelistas y darwinistas, así como de las referidas a la eugenesia.
La mecanización de los transportes y de la agricultura, gracias a máquinas de hipotracción cada vez más perfeccionadas y sofisticadas, permitió utilizar la fuerza del caballo cada vez con mayor eficiencia. Hacia 1940 y a escala mundial, el lugar del caballo en la economía y en la vida cotidiana aún era importante, y soberbios caballos de tracción eran visibles, particularmente en Francia, en empresas de transporte de mercaderías pesadas. Hacia 1925, los caballos utilizados en los transportes por rutas, estaban en lo más alto de su desarrollo físico, y durante todo el comienzo del siglo XX, la cría y utilización de caballos de trabajo, aportaron ganancias muy importantes a ciertos países. Corresponde señalar que entonces en Bélgica, el campeonato anual del caballo de tiro belga atraía tantas personas como la fiesta nacional de dicho país, trenes especiales eran fletados para esa conmemoración, y el propio rey presidía las manifestaciones y los festejos. Bien evidentemente, el caballo de tiro conservó un « aura de prestigio » aún varias décadas posteriores a su efectiva desafectación como animal de trabajo.

### Evolución de los efectivos
En una primera instancia, la utilización del caballo se redujo sustantivamente en las grandes ciudades. El primer tranvía eléctrico de Inglaterra inició sus servicios en 1901, en Newcastle upon Tyne, remplazando el correspondiente servicio hipomóvil, y así se inició la competencia (y la complementación) entre la tracción animal y la tracción que utilizaba otras fuentes de energía. Un hecho simbólico y emblemático en esa puja, fue la desafectación de miles de caballos de tiro de la Compañía General de Ómnibus de París, enviados al matadero en 1913. También fue muy notoria la desaparición de los caballos de tiro franceses de las grandes ciudades en el período 1910-1920, especialmente después de finalizada la Primera Guerra Mundial, aunque al sur del Loira, el descenso fue menos visible pues en esa zona el mundo agrícola ya no dependía tanto del caballo.
En los años 1930, solamente las empresas de mediana importancia (comercios de tipo bares, restaurantes, y heladerías) poseían todavía caballos de tiro en apoyo de sus necesidades. Los caballos urbanos declinaron muy rápidamente en cuanto a su número, en las dos primeras décadas del siglo XX. En Estados Unidos por ejemplo, el descenso fue del orden de 50 % entre 1910 y 1920. Y en Londres, las inversiones para la tracción hipomóvil se redujeron en un 90 % entre 1901 y 1911. La irrupción del automóvil fue percibida como una ruptura con el mundo anterior, con sus grandes máquinas a vapor (símbolos de los inicios de la industrialización).
Todo a lo largo del siglo XX, la construcción y las mejoras de las rutas, prosiguió tanto en el entramado urbano como en las zonas rurales, facilitando así la circulación de los automóviles, y en parte desplazando cada vez más a las soluciones hipomóviles. Los residentes urbanos y periurbanos de situación económica más acomodada, y los integrantes de la llamada clase media fueron quienes primero lograron comprar un automóvil para su propio uso, y así dejar de depender de los transportes en común. En Estados Unidos por ejemplo, solamente 4000 vehículos automóviles fueron vendidos en el año 1900, contra los cerca de 900 000 que se vendieron en 1915.
Uno de los aspectos más destacados en el uso del caballo durante el siglo XX, es, por tanto, el descenso en su número de efectivos en todos los países desarrollados, dado el fin de su utilización cotidiana en una serie de ámbitos. Por ejemplo, de los tres millones de animales que había en Francia en 1935, su número pasó a ser 2 418 000 en 1948, apenas un millón en 1966, y unos 269 000 en 1989. En los años 1970, Francia tenía alrededor de 400 000 caballos, y entre los cuales había solamente unos 110 000 por fuera del mundo de las carreras.
Esta tendencia al descenso en los efectivos, afectó también a otros países, entre los que cabe mencionar a Estados Unidos, Alemania, Italia, España, y [[Reino Unido: en 1990, el número total de caballos en Europa fue estimado en solamente 1 600 000 ejemplares. Este enorme descenso en los efectivos no fue uniforme a lo largo del tiempo y de la geografía, pues se produjo en diferentes épocas, según el estado de desarrollo de cada país. Polonia por ejemplo, contaba con dos millones de caballos en los años 1980, dada la motorización tardía de su agricultura, pero esta cifra cayó a unos 300 000 animales en los años 2000.

## En el ámbito urbano

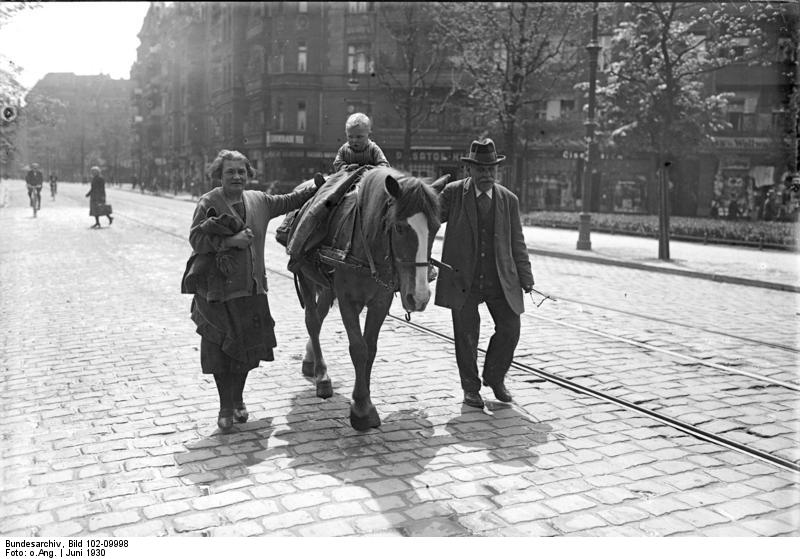
Una familia con su caballo de tiro en las calles de Berlín, en 1930.

Al comienzo del siglo XX, las grandes ciudades estaban saturadas de vehículos hipomóviles, y los caballos de tiro allí estaban omnipresentes para asegurar distintos tipos de transportes. En 1900, el centro de Londres sufría ya de embotellamientos, lo que continuó agravándose con el paso del tiempo. Obviamente, la disminución del número de caballos del entorno urbano que siguió al ingreso triunfante del automóvil, también se acompañó de la desaparición de estructuras ligadas a esos animales, fundamentalmente escuelas de caballería, haras, y caballerizas. Así, en 1914 y en Londres, una escuela de equitación cercana de Hyde Park Gate, fue remplazada por todo un barrio residencial.
Si bien es cierto que el número de caballos urbanos decreció en forma importante todo a lo largo del siglo XX, el reemplazo de los mismos se realizó en forma progresiva en una serie de ámbitos. Caballos de tiro aún estaban muy presentes en las calles de Filadelfia en los años 1950, y en París aún se veían en los años 1960 sirviendo a la sociedad de heladerías. La desaparición del caballo en una serie de aspectos, se inscribe en una vasta tendencia de retracción de la presencia de la naturaleza en los entornos urbanos. En los países desarrollados, algunas comunidades rechazan la modernidad, como es el caso de Amish, dando así la posibilidad de aún hoy día conservar al caballo en los medioambientes urbanos.

### Argumentos en contra del uso utilitario del caballo

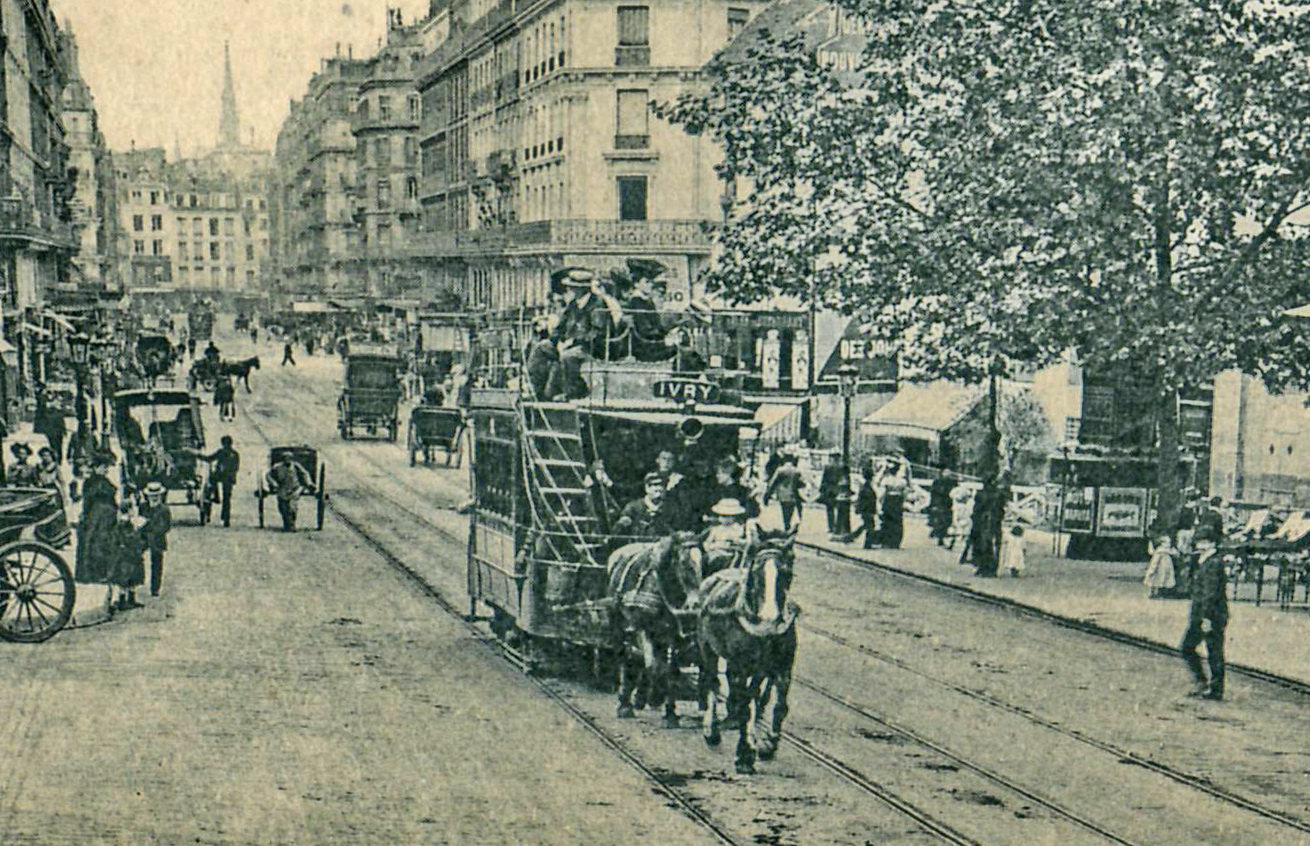
La rue Monge en París, a principios del.

En el siglo XX, un gran número de circunstancias impulsaron el reemplazo de los caballos de transporte y de trabajo por vehículos automóviles. Contrariamente a lo que se piensa, los movimientos de protección animal son globalmente favorables al fin de la utilización del caballo en esas tareas. En Estados Unidos por ejemplo, se formó un vasto movimiento llamado Progressivism, que multiplicó los argumentos contra el uso intensivo de los caballos. Y los anglófonos hablaban de Horseless age (edad de inutilidad del caballo) justamente para señalar una edad a partir de la cual los animales deberían ser refugados. Téngase presente que los propios conductores de los vehículos hipomóviles eran el blanco de las principales críticas, por exigir demasiado a los animales, y también por ser generalmente considerados como responsables de muchos accidentes.

No hay nada que aprender del éxito [...]. Todo se aprende del fracaso.
David Bowie, cantante inglés (1947-2016)

#### Argumentos económicos
Un caballo es un ser vivo y por tanto es afectado por la fatiga, mientras que en este sentido, un vehículo a motor puede funcionar jornadas enteras sin ningún inconveniente, pues los plazos para los necesarios mantenimientos son más extensos. Los caballos requieren nutrirlos y cuidarlos, incluso cuando se los deja en descanso (incluso cuando no se le asigna ninguna tarea específica asimilable a un trabajo), mientras que un vehículo no consume carburante cuando no se lo hace circular, y en ese caso puede ubicárselo sin inconvenientes en un garaje, por un período más o menos largo. Este estado de cosas puede inducir cierta imagen de este animal, que « consume recursos incluso cuando no es de ninguna utilidad ». Un caballo requiere de tres a seis acres de pasturas para poder subsistir y alimentarse bien, lo que ha dado pie a ciertos progresistas estadounidenses, para acusar a estos animales « de ocupar inútilmente en Estados Unidos » un espacio equivalente a sesenta y cinco millones de acres.
Los primeros automóviles no tenían gran potencia, y en muchos países europeos y del mundo entero, la fuerza de los mismos se establecía por comparación con la del animal, pero el confort obtenido al usar un vehículo motorizado, sobrepasó muy rápidamente el obtenido al usar un vehículo con hipotracción. El usuario del automóvil ganó pronto en autonomía y movilidad.

#### Argumentos sanitarios y de calidad de vida
El movimiento en favor del progreso incluso llegó hasta acusar a los caballos de causar ciertas enfermedades en las ciudades, pregonizando su reemplazo por el automóvil por razones médico-sanitarias. La acumulación de bosta y de estiércol, la falta de higiene en las caballerizas que favorecían la aparición de gran cantidad de moscas (en especial en los cinturones de las ciudades), por cierto eran entonces manifiestas. Además, ciertos caballos morían durante sus trareas cotidianas, y sus cadáveres eran expuestos por horas a las miradas de todos. El automóvil surgía entonces como una solución « más práctica y limpia ». En los hechos, la eliminación del caballo en las ciudades no ha transformado las mismas en más higiénicas y limpias, sino que solamente les ha dado la apariencia de serlas, remplazando un tipo de suciedad muy visible (bosta, estiércol, moscas) por una polución más discreta (presencia de partículas en el aire, ruidos molestos).
En 1903, un grupo de médicos estadounidenses se reunió para promover el automóvil, invocando argumentos médicos. Incluso ellos mismos señalaron la conveniencia de utilizar los automóviles para ejercer sus respectivas actividades, entre otras cosas con el fin de desplazarse más rápidamente, y así poder atender a más pacientes, sin las limitaciones de tener que ocuparse, de una manera o de otra, de sus respectivos caballos. Así incluso se llegó a presentar al automóvil como una solución al creciente estrés medioambiental de las grandes ciudades, lo que permitiría alternar saludablemente entre actividades laborales y momentos de distensión. Y así, el ruido causado por los cascos herrados sobre el pavimento incluso fue presentado como un progreso, en favor de un mejor confort humano a nivel global (a nivel holístico).

#### Argumentos en cuanto a la seguridad
Mientras que en el siglo XIX el equino era considerado y calificado como « compañero leal, útil, e indispensable », en el XX sus detractores le encontraron una cantidad de defectos, pues para algunos pasó a ser un « animal indisciplinado e ingrato », que a veces agradecía a quienes lo cuidaban y alimentaban, mordiéndoles, pateándoles, causando accidentes, y generando lesionados. En Estados Unidos, la novela The Magnificent Ambersons (1918) de Booth Tarkington, cuenta la historia, altamente simbólica, de un aristócrata que se desplazaba en un enganche ecuestre, y que fue sobrepasado por un automóvil, y como consecuencia de este incidente, el conductor perdió el control de su caballo y tuvo un accidente; el conductor del automóvil entonces regresó para ayudar al accidentado.
El lado imprevisible del caballo, sin duda puede ser fuente de accidentes en ciudades saturadas de carruajes tirados por equinos. La seguridad es muy destacada por los contrarios al uso corriente de los caballos, al ver en el propio animal un peligro en sí mismo. También mucho se criticó el hábito de atar a los caballos en lugares de relativamente fácil acceso y mientras no se los utilizaba, argumentando que incluso eso puede ser causa de accidentes, particularmente con los niños, muchas veces tentados de aproximarse a estos grandes animales. Las argumentaciones en torno a la seguridad ciertamente mucho han evolucionado durante el siglo XX, ya que accidentes bastante graves provocados por trenes a vapor, por vehículos a motor, y por dirigibles, también han generado bastante desconfianza respecto de la modernidad; aunque por cierto, en este aspecto los puntos de vista son bastante cambiantes.

### Un tímido retorno
Al fin del siglo XX y principios del siglo XXI, en ciertos países como por ejemplo Francia, se han concretado iniciativas tendientes a promover la vuelta al uso del caballo. Según una investigación de la Sofres realizada en el año 2003, el 73 % de los franceses eran favorables a algún tipo de uso de los caballos en las ciudades. En el momento actual, 70 ciudades o comunas francesas utilizan caballos en variadas actividades : brigadas de vigilancia ecuestre, recolección hipomóvil de basura, visitas turísticas, etc.

## En el medio rural y en la industria

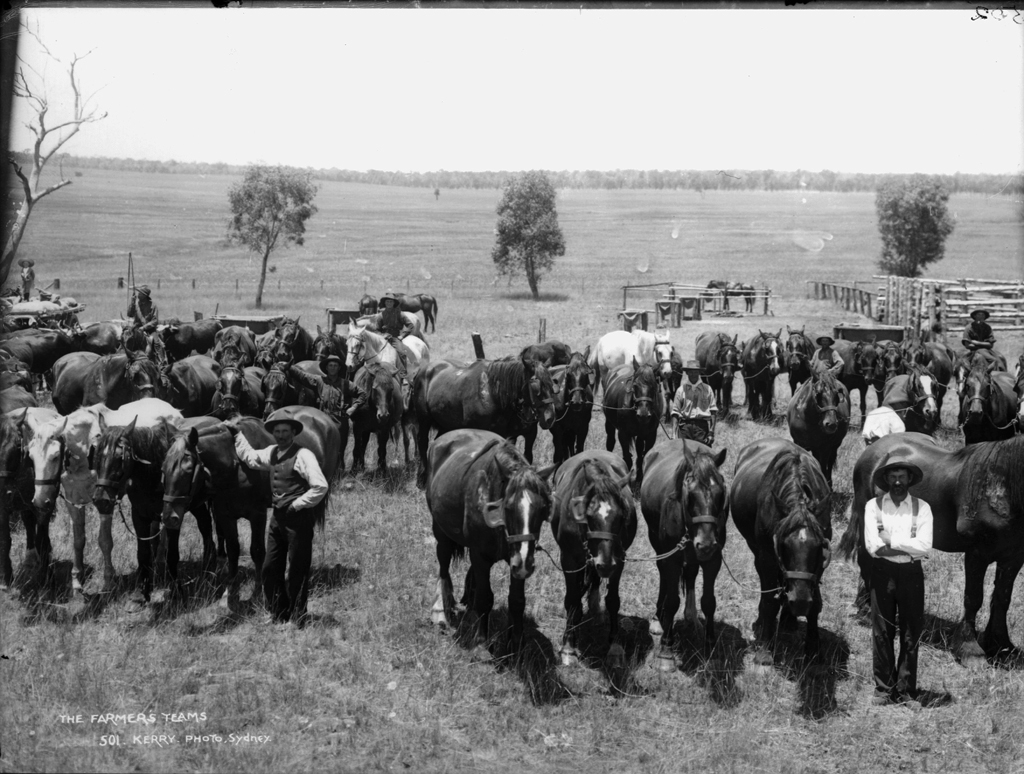
Granjeros australianos con sus caballos de tiro.

Uno de los cambios más importantes en la relación hombre-caballo aconteció en el dominio agrícola y el mundo campesino, en donde en muchos países, el caballo desapareció casi completamente al dar paso a las máquinas con motor. Después de la Primera Guerra Mundial en Estados Unidos y luego de la Segunda Guerra Mundial en Europa, el tractor agrícola dominó, sustituyendo al caballo de tiro. Pero los comienzos del siglo XX fueron bastante paradójicos, pues esa fue la edad de oro del caballo de tiro en el mundo agrícola. Con el paso de los años y bajo el impulso del perfeccionamiento de los tractores, muchos caballos de tiro continuaron siendo utilizados en las industrias y en las minas, así como en el transporte por carretera, pero finalmente y hacia el fin del siglo XX, la motorización terminó ganando la partida casi por completo.

### «Edad de oro»

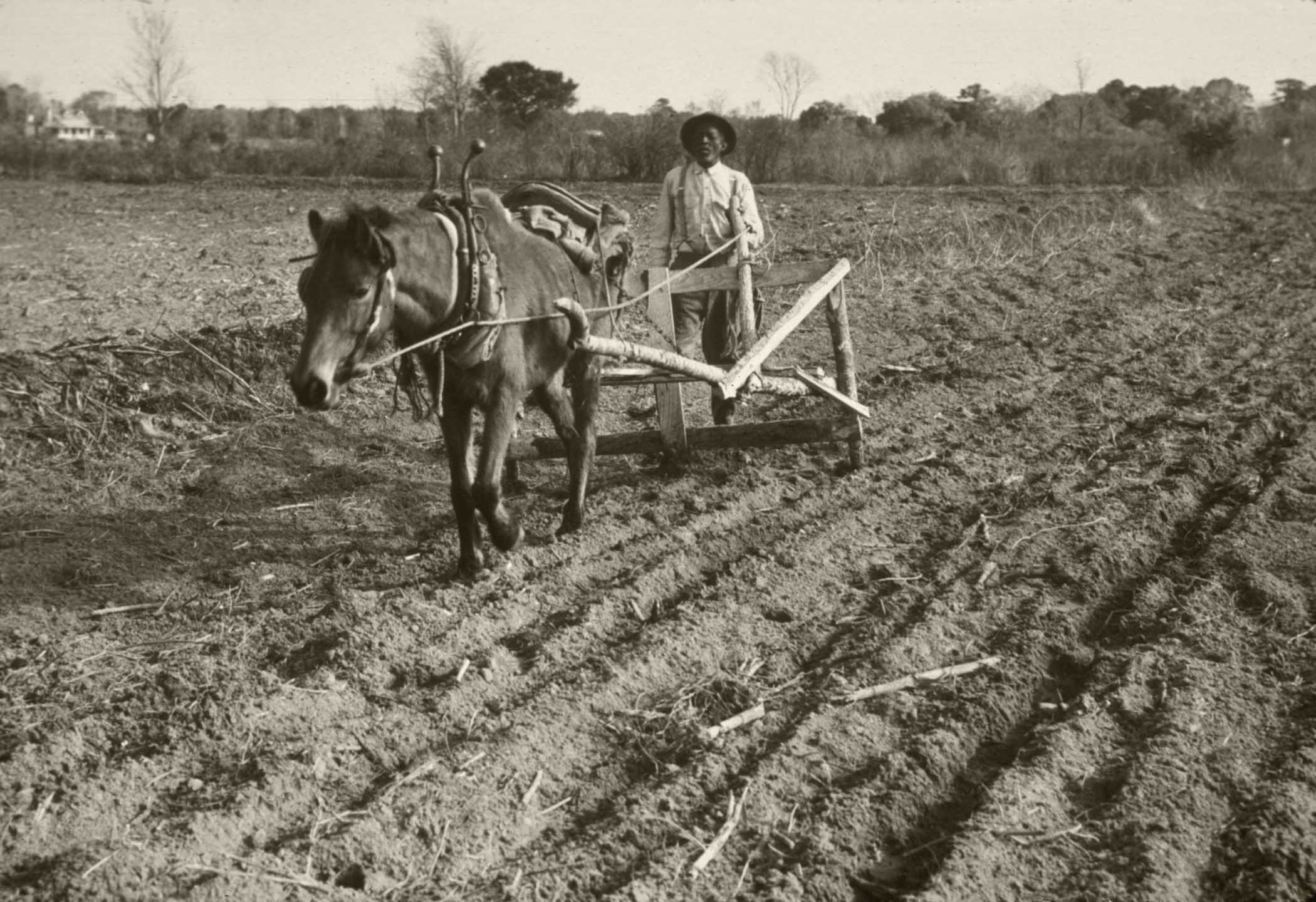
Granjero americano trabajando con un caballo de tiro alrededor de 1937. Nótese que el arado es bastante primitivo.

El caballo de tiro netamente fue el preferido entre 1900 y 1940. En esos años, los mejores sementales para el tiro agrícola incluso participaban de exposiciones internacionales, tanto en Londres como en París o Bruselas, donde alcanzaban precios importantes (por ejemplo y en 1900, se llegó a pagar hasta 25 000 francos franceses por un ejemplar). Las revistas agrícolas especializadas entonces acordaban espacios importantes al uso de los caballos de tiro, discutiendo por ejemplo si era mejor enganchar de frente o en línea. Las principales razas de caballos de tiro de esa época eran el Percheron, el Brabante (tiro belga), el Clydesdale, y el Shire, así como el Boulonnais y el Suffolk Punch. Según Marcel Mavré, los criadores « se repartían entonces ingresos muy importantes, difícilmente imaginables en los comienzos del tercer milenio ». El Campeonato belga del caballo de tiro, era entonces acompañado de un inmenso fervor popular, mientras que el equivalente francés de esa época, el Concours central hippique de Paris era más bien un encuentro de negocios.
Un paciente trabajo de selección en Francia, permitió diferenciar las razas locales de tracción ya a partir de la década 1900-1910. Si bien Estados Unidos estaba más avanzado que Europa en materia de mecanización industrial, en contrapartida estaba más carenciado de caballos de tiro de calidad, para con ellos poder trabajar sus inmensos territorios. Por ello, miles de animales de tiro fueron exportados desde Europa Occidental hacia los Estados Unidos, y particularmente desde Francia, Bélgica, Gran Bretaña, e Irlanda. Este mercado en su momento fue muy lucrativo. Por ejemplo, en 1915, la raza Percheron contaba con 40 000 animales registrados en Estados Unidos, formando en ese momento el grupo de caballos de tiro más numeroso.
Al comienzo del siglo XX, la utilización de caballos y de ponis era indisociable con los países que explotaban minas, tales como Francia, Bélgica, Alemania, Gran Bretaña, y Estados Unidos. La utilización de la máquina de vapor era imposible en ambientes cerrados, y la presencia del gas grisú hacía que el funcionamiento de las máquinas de vapor y de los motores a explosión fuera muy peligroso en las galerías de las minas. En los países anglo-sajones, para el trabajo en las minas se prefería a los ponis, a los que se les daba el nombre de pit-ponies.
Inversamente, los europeos importaban maquinaria estadounidense para trabajar las tierras con sus caballos de tiro. Véase que contrariamente a lo que se piensa, la mecanización no es la que ha hecho desaparecer al caballo de tiro del mundo campesino, sino al contrario, la misma ha acompañado al animal de tiro; lo que sí ha desplazado a los animales de tiro, ha sido la motorización. A efectos de ilustrar esta diferencia, se señala por ejemplo que la empresa Bajac en su momento comercializó un arado brabant doble reversible muy reputado, que entre 1920 y 1935, le hizo ganar una fortuna. Esa época coincide precisamente con el apogeo del caballo de tiro agrícola en Francia; en efecto, en 1938, la mayoría de los agricultores franceses y belgas explotando grandes o medianas superficies, utilizaban el arado recién señalado. En Francia, la fabricación de vehículos hipomóviles de madera y con ruedas con monturas de hierro estuvieron en pleno apogeo en la década de 1920, pero la llegada de los primeros neumáticos agrícolas de Poclain en 1932, permitió de explotar al máximo la fuerza de los caballos. Los constructores franceses en realidad tampoco menospreciaban ni ignoraban las posibilidades de los tractores, y desde 1928, el fabricante Huard ya elaboraba los primeros vehículos motorizados de este tipo. Pero en 1930, el tractor agrícola aún era objeto de una desconfianza generalizada, tanto dentro como fuera de Francia, y prueba de ello era que las exportaciones de caballos de tiro hacia Estados Unidos crecieron o se mantuvieron hasta 1937. Pero ya hacia 1940, la fiabilidad del tractor dejó de ser cuestionada. El caballo de tracción agrícola de todas maneras se mantuvo presente hasta los años 1950, pero fundamentalmente en razón de la escasez de combustible derivada de la Segunda Guerra Mundial.

### Declive en el uso del caballo

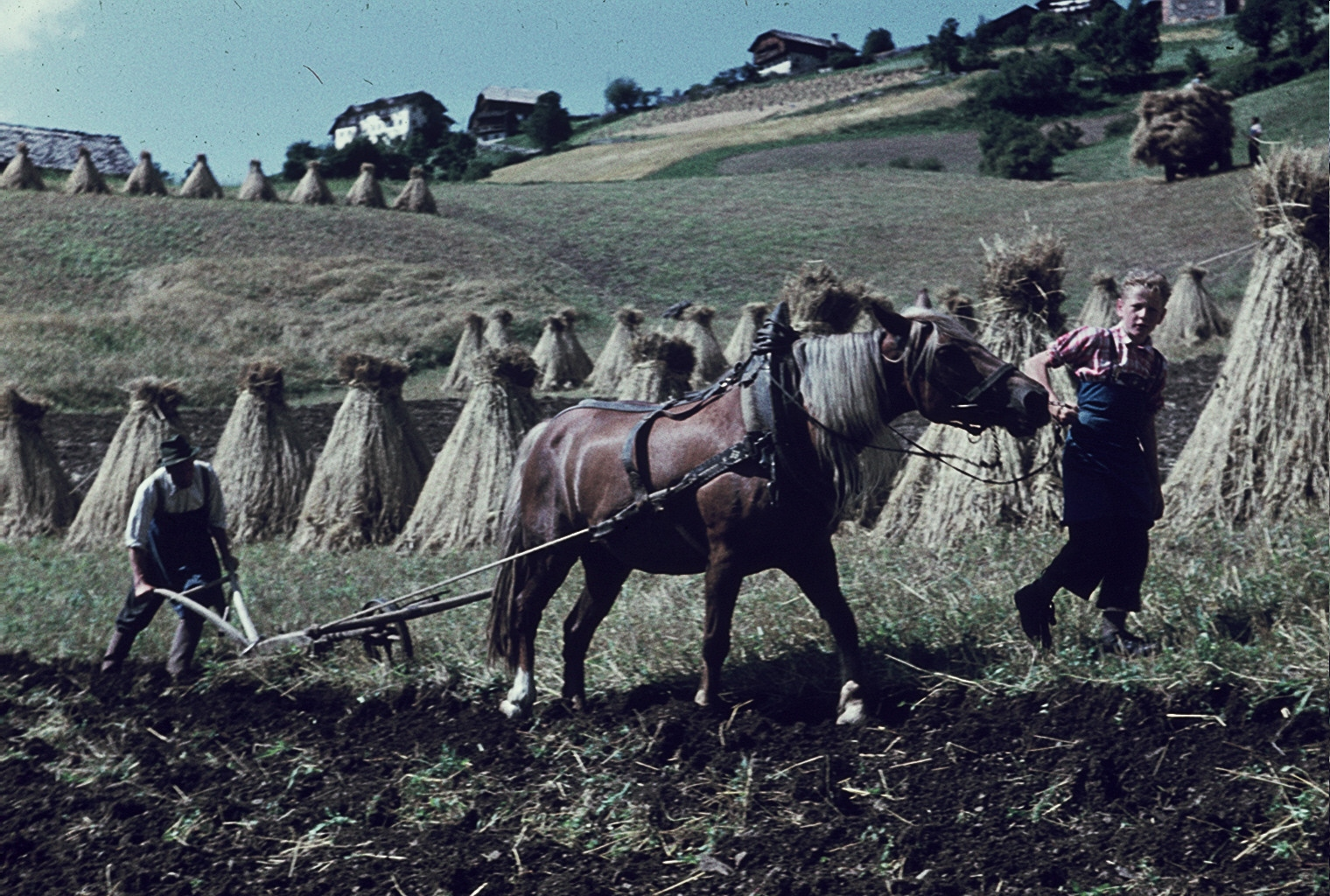
Trabajando con un caballo de tiro en La Valle, en Trentino-Alto Adigio, Italia, años 1960.

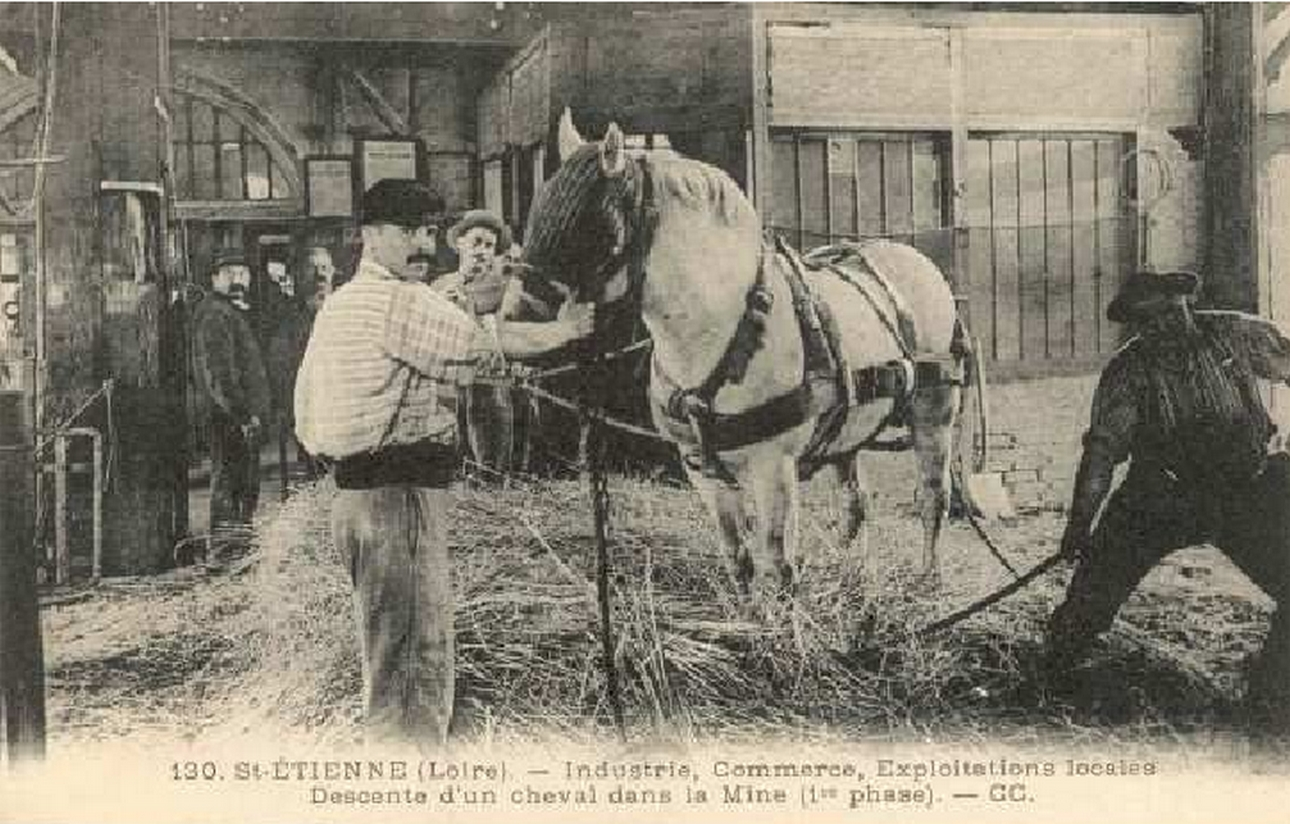
Preparando a un caballo de tiro para su descenso a las galerías de una mina, en Saint-Étienne, Francia (1911). En esas fechas, con frecuencia los animales eran llevados a trabajar a las galerías subterráneas de por vida, y raramente eran conducidos de nuevo a la superficie.

En Francia, el reemplazo de los caballos « de ruta » por camiones surgidos de los excedentes de la armada estadounidense, se aceleró a partir de 1918, por lo cual ya en los años 1930, el caballo de tiro tenía solamente vigencia en dicho país como animal agrícola. El caballo de minas también tuvo plena vigencia hasta la década de los años 1920, cuando la locomotora de maniobras de tipo eléctrico proporcionó en ese aspecto una solución aceptable (en Francia, los últimos caballos de minas fueron relevados de estas funciones en 1969, mientras que en Inglaterra esto ocurrió en 1994).
La motorización en el área agrícola comenzó en 1935, por lo que a partir de ese año, la disminución en el número de los caballos con este destino fue progresiva pero importante : Marcel Mavré estimó que la reducción del número de los caballos de tiro en Francia entre 1930 y 1995, fue del 98,8 %. Al mismo tiempo, la difusión y aceptación del tractor agrícola y de la cosechadora-trilladora implicó una industrialización generalizada de la agricultura, privando así al caballo de tiro de su último cometido utilitario. Con la disminución de los efectivos de este tipo de animales, también disminuyó y desapareció el savoir-faire campesino en cuanto a manejos y usos tradicionales asociados. Así, varias razas de caballos de tiro fueron prácticamente llevadas al borde de la extinción, pues entonces el destino casi único de sus efectivos pasó a ser el matadero.

### Redescubrimiento del folclore, juegos, y espectáculos

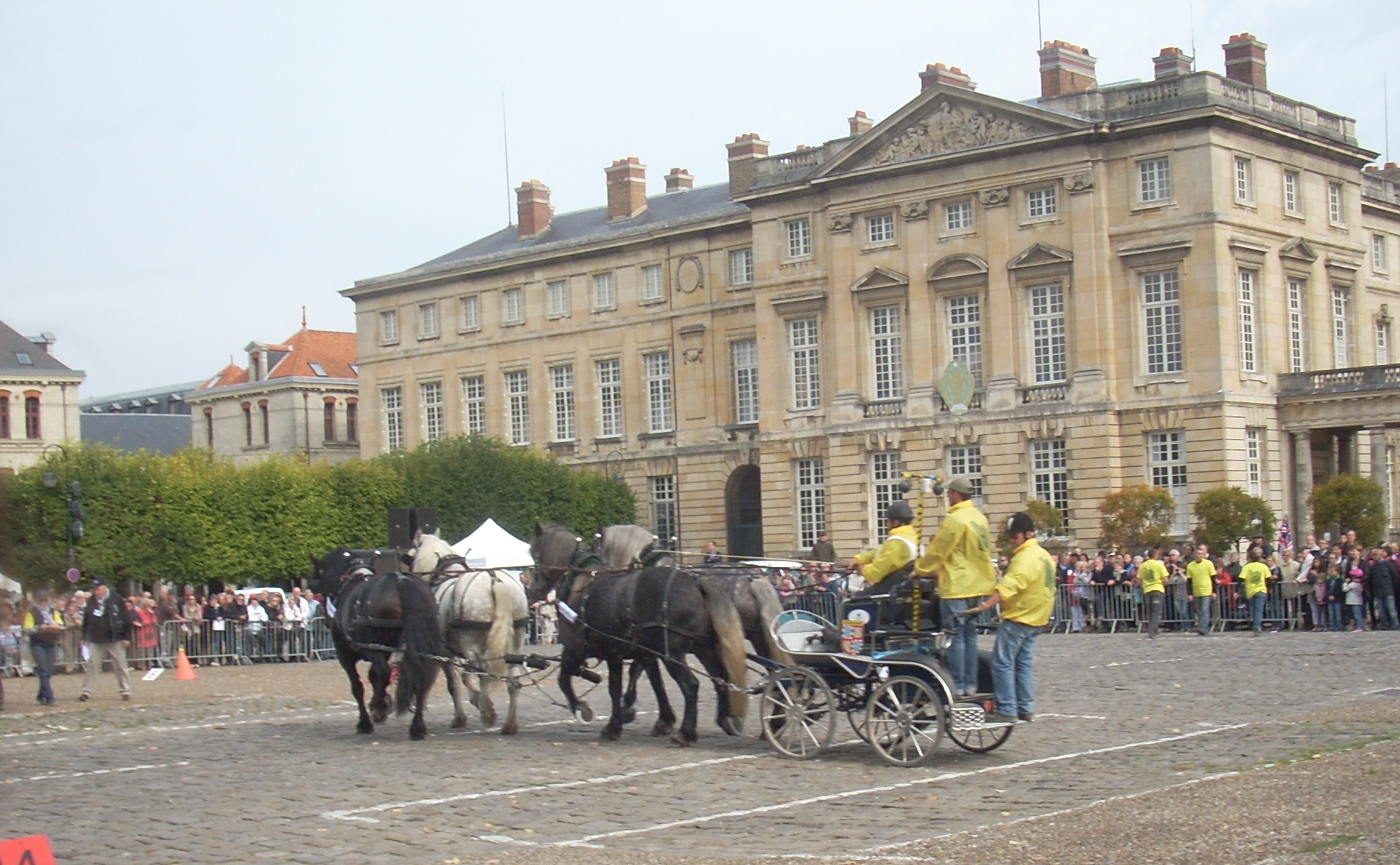
La Route du Poisson (ruta del pescado), creada en 1991 en torno al caballo de tiro, moviliza a centenares de miles de espectadores.

La toma de conciencia, bastante tardía, de que el caballo de tiro iba a desaparecer completamente, condujo a un repunte del interés por sus usos tradicionales. En efecto, en Estados Unidos y en Japón, los concursos de tracción (Ban’ei) donde intervienen caballos de tiro, han logrado tener gran éxito hacia fines del siglo XX, convocando a un público numeroso y despertando el interés de la prensa. Y en 1991, la primera Ruta del Pescado, prueba de enganches que atraviesa ciudades y villorrios del norte de Francia, fue creada por iniciativa del Haras de Compiègne, precisamente con el objetivo principal de salvar a la raza Tiro Boulonnais; de hecho, este evento es la carrera de enganches más grande e importante de Europa, pues atrae a cientos de miles de espectadores, reforzando además la moral de los criadores. Véase que por lo menos, la curva de nacimientos en Francia del caballo de tiro, cambió de tendencia y pasó a crecer a partir de 1994. De todas maneras, por cierto no puede asegurarse que el recién señalado cambio de tendencia, junto a la mayor confianza manifestada por los usuarios tradicionales de los caballos de tiro, sean suficientes como para asegurar por sí solos, la preservación de la raza a largo plazo.

## En el plano militar
El siglo XX también marcó el fin casi total de las caballerías militares, en sus funciones de reconocimientos y de estrategias de choque, en provecho de las divisiones blindadas motorizadas. Tal como aconteció con el caballo de transporte y con el caballo de trabajo, la caballería militar también siguió la tendencia ya esbozada a la disminución, bajo el impulso de la creación y el desarrollo de navíos blindados y de trenes blindados. En el período de entreguerras, una larga reflexión se instaló respecto del papel que debía ser atribuido respectivamente a las caballerías ligeras y las caballerías pesadas. Finalmente, las armadas de los distintos países cesaron de recurrir al caballo para la confrontación y el combate, y en algunos casos solamente se conservaron unos pocos animales para tareas de vigilancia o de transporte en terrenos particularmente difíciles; ese fue por ejemplo el caso de Suiza.
Pero el mundo militar notoriamente está en el origen del desarrollo de los deportes ecuestres. Los tres deportes olímpicos (salto de obstáculos, doma criolla, y concurso completo de equitación), así como el enduro ecuestre, surgieron de entrenamientos militares destinados a formar el caballo de caballería.

### Primera Guerra Mundial

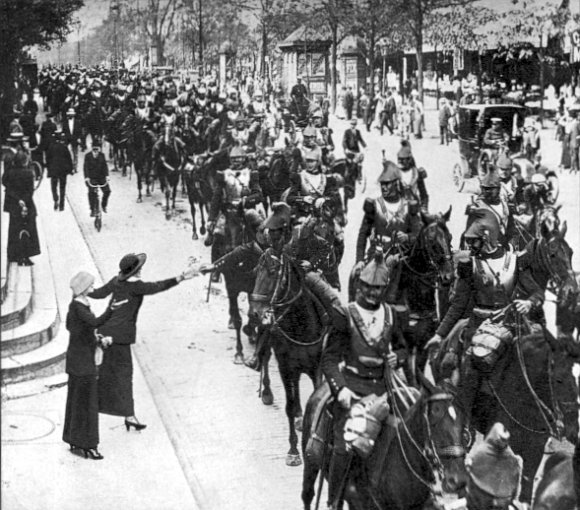
La caballería francesa en París (agosto de 1914).

Durante la Primera Guerra Mundial, el cometido del caballo sufrió una importante transformación ligada a la evolución estratégica y táctica de los conflictos armados. Véase que mientras que el caballo y la caballería fueron considerados como indispensables al principio de las hostilidades de esta gran guerra, utilizándose para la ofensiva y sobre todo en el apoyo logístico, los animales se mostraban demasiado vulnerables frente a la modernización de la artillería y de las armas pesadas (tales como la ametralladora), y ello supuso un fuerte impedimento. Esa fue la razón por la cual la presencia de caballos en los campos de batalla entonces pasó a ser puntual y esporádica. Esta rápida evolución se produjo paralelamente al desarrollo del carro de combate, lo que naturalmente aceleró el proceso.
Los principales países implicados en la Primera Guerra Mundial comenzaron el conflicto todos ellos apoyándose con regimientos de caballería. El Imperio alemán y el Imperio austrohúngaro rápidamente abandonaron su utilización en el frente del oeste, pero continuaron con su uso en el frente del este (aunque en número limitado). Y en el campo aliado, el Reino Unido utilizó la infantería montada y la carga militar durante toda la guerra, mientras que Estados Unidos apenas si las utilizó y por un período muy breve.
Si bien el uso de caballos no demostró eficacia en el frente occidental para ninguno de los dos bandos, la caballería aliada obtuvo algunos éxitos en el teatro de operaciones de medio oriente, en parte tal vez porque allí se combatía contra el Imperio otomano, un enemigo militarmente más débil y técnicamente menos avanzado, que masivamente utilizaba la caballería.
El Imperio ruso por su parte, igualmente empleaba caballos en el frente oriental, aunque con pobres resultados.
En el plano ofensivo en el campo de batalla, el caballo casi desapareció completamente, pero de una forma o de otra, su presencia siguió siendo significativa todo a lo largo de esa gran guerra de la segunda década del siglo XX, conflicto en el cual participaron alrededor de ocho millones de caballos. Claro, el empleo del caballo entonces se concentró en el área logística, pues dicho animal presentaba la gran ventaja de poder ser utilizado en terrenos accidentados o fangosos, dificultosamente accesibles a los vehículos motorizados, y con la ventaja adicional de no requerir carburante (pues entonces las necesidades de carbón, gasolina, y gas, sobrepasaban en mucho a la producción).
Los caballos tanto servían de apoyo a actividades de reconocimiento, como para remolcar equipos o ambulancias, o para transportar materiales y mensajes. Por otra parte, la sola presencia de los animales solía tener un efecto positivo sobre la moral de las tropas. Por el contrario y como efectos negativos, se contaba con que los caballos podían favorecer la transmisión de algunas enfermedades, así como degradar las condiciones sanitarias en el frente (especialmente a través del estiércol y de los cuerpos de animales muertos). La importancia estratégica de los caballos y las dificultades crecientes para reemplazarlos, fueron tales que en 1917, ciertos escuadrones fueron informados que, desde un punto de vista fundamentalmente táctico, la pérdida de un animal en ciertas circunstancias pasaba a ser más grave que una pérdida humana. Finalmente, el bloqueo de las fuerzas aliadas impidió a los Imperios Centrales de importar caballos en reemplazo de sus pérdidas, lo que contribuyó a la caída de Alemania. Hacia el final de la guerra, incluso hasta la armada estadounidense sufría de falta de caballos.
Las condiciones de vida para los caballos en el frente naturalmente eran difíciles, pues eran diezmados por la artillería frente a la que eran vulnerables, pero además sufrían de dermatosis y de otras enfermedades, y también resultaban afectados por los ataques químicos. Un millón de animales encontraron la muerte durante este conflicto, pero aún muchos más fueron tratados en hospitales veterinarios antes de poder ser reutilizados. El suministro de alimento equino entonces era un problema logístico mayor, y Alemania perdió muchos animales porque morían de hambre por ausencia de forraje.
Varios memoriales y diversas obras de arte recuerdan a los caballos caídos durante la Primera Guerra Mundial, y artistas como Alfred Munnings contribuyeron bastante al reconocimiento de su cometido. También la llamada poesía de guerra ha contribuido a dejar bien establecido el lugar de destaque de este animal en los conflictos bélicos. Además, pueden citarse muchas novelas, piezas de teatro, y documentos periodísticos de época, que de una manera o de otra destacan la importancia del papel de los equinos en la llamada gran guerra del siglo XX, así como abordan diversas temáticas vinculadas con la guerra, en algunos casos para enaltecer las acciones de aquellos que para defender la patria y las ideas están incluso dispuestos a ofrendar sus propias vidas, y en otros casos para ayudar a reflexionar sobre las inconveniencias de las guerras.

## Carreras de caballos

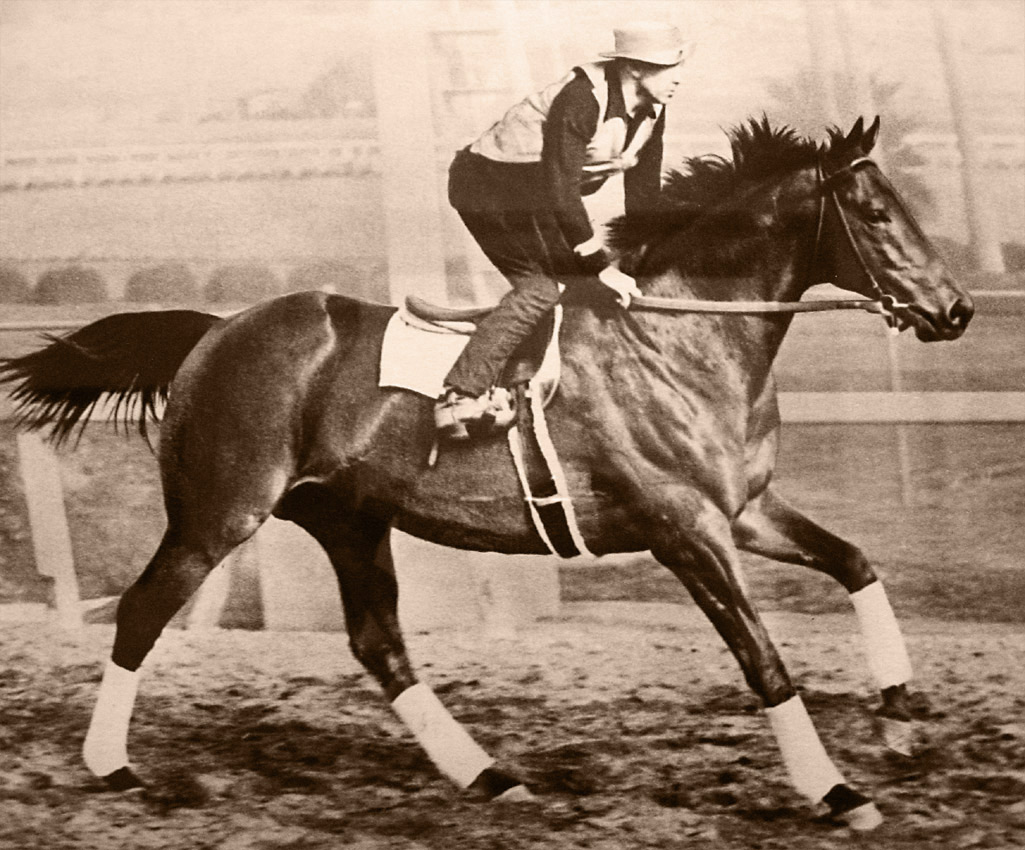
Seabiscuit, caballo de carreras purasangre estadounidense de los años 1930.

A la inversa de lo que pasaba con las caballerías militares, con los equinos en el mundo agrícola, y con los caballos utilizados en apoyo al transporte, el mundillo del deporte hípico presentó un importante desarrollo y se popularizó todo a lo largo del siglo XX, al punto de generar importantes cadenas de valor a nivel mundial, con una asociada cifra de negocios muy considerable y tentadora. Esta actividad ya había sido experimentada en el siglo XIX, bajo iniciativas precursoras que se desarrollaron en Inglaterra. Las carreras de caballos generan una fuerte demanda de caballos, tanto del tipo purasangre (para carreras a galope) como del tipo trotador (para carreras de trote). El mundo de las carreras de trote por cierto es bastante diferente del mundo de las carreras de galope, y así lo es también en Francia, pero igualmente ambos despiertan pasiones.
Este desarrollo del deporte hípico se presentó en toda Europa, en América del Norte, e incluso en el Extremo Oriente. En 1907, el grupo Mitsubishi había importado un semental y veinte yeguas purasangre a Japón, pero la Segunda Guerra Mundial resultó ser muy negativa y limitante para esta actividad. No obstante, el país del sol naciente y de las geishas relanzó seriamente las carreras de caballos luego de finalizada la guerra, y desde entonces, el número de caballos con destino a esta actividad criados dentro de sus fronteras, no dejó de crecer hasta el inicio de los años 1990, momento en el que se presentaron algunos problemas. De todas maneras, igualmente Japón pasó a ser uno de los principales del mundo, en lo que concierne al negocio de las carreras hípicas. En Francia, la Primera Guerra Mundial mucho trastornó esta actividad, incluso anulando momentáneamente la realización de las carreras, pero por el contrario, la Segunda Guerra Mundial no provocó una afectación demasiado grave al menos en lo referente a la cría, la que se desarrolló con fuerza hasta los años 1980, momento en el que la presión fiscal impulsó a muchos criadores franceses a instalarse en otros países, particularmente en Irlanda.
En el Reino Unido, amplias tierras fueron allí consagradas a la cría y al entrenamiento de caballos de carrera, especialmente cerca de Newmarket. Cabe destacar que el aumento en la popularidad de las carreras de caballos, fue paralelo y casi contemporáneo al mejoramiento de los transportes a motor, y por ende, a la retracción de la cantidad de animales con ese destino. El éxito de ciertos purasangre estadounidenses en las pistas inglesas, impulsó a los ingleses a aprobar la llamada  Jersey act en 1913, limitando la importación de caballos purasangre nacidos en Estados Unidos. Los criadores estadounidenses se orientaban a buscar la velocidad pura de los caballos, así como potrillos cada vez más precoces. Téngase presente que en el continente americano, Kentucky era y es un importante centro de cría de caballos.
La familia reinante Al Maktoum del Emirato de Dubái, entre otros el jeque Mohammed ben Rachid Al Maktoum, integra el grupo de los grandes inversores en el mercado de los purasangre, y se interesó en las carreras lisas desde los años 1980. En 1994, la familia reinante creó el llamado Establo Godolphin, que en los hechos pasó a ser la primera multinacional en el mundo, dedicada al entrenamiento de los purasangre, con más de dos centenares de caballos. Asimismo y en 1996, también crearon la Dubaï World Cup, que pasó a ser la carrera mejor dotada del planeta, con 10 millones de dólares de recompensa.
Los propietarios de los grandes establecimientos de cría y entrenamiento de caballos de carrera, como Aga Khan, la familia reinante de Dubái, y Daniel Wildenstein, lograron labrarse una sólida reputación. En Francia, el sector de las carreras de caballos es el que más crecimiento tiene en el mundo profesional ecuestre. Este suceso se debe claramente a las apuestas deportivas hípicas, que han tenido un suceso popular muy grande, aunque con diferencias entre países.
Hay cierta tendencia a banalizar las carreras en sí mismas, hasta el punto de que la mayoría de los apostadores en realidad tienen poco o ningún conocimiento sobre el mundo del caballo, así como sobre los caballos en sí mismos. Hay pues que pensar que los apostadores se reúnen en los cafés o en las casas de apuestas con la finalidad de compartir un momento convivial. Hacia el fin del siglo XX, puede decirse que el mundo de las carreras mostró cierta crisis en occidente, ya que los hipódromos eran cada vez menos frecuentados, y ya que las opiniones y conversaciones en relación con esta actividad, parecían estar más animadas y centradas sobre el juego de apuestas en sí mismo que sobre los caballos y sus posibilidades.

## Deportes ecuestres y equitación de esparcimiento
"Coups de gueule" de François Cavanna : Le cheval a disparu. On n'a plus besoin de lui pour tirer la charrue, il n'existe quasiment plus à l'état sauvage, adieu le cheval. Oui, on en gardera quelques-uns, pour jouer au dada, pour le tiercé, pour le ciné, pour la nostalgie.
"Coups de gueule (despotricando)" de François Cavanna : El caballo va a desaparecer. Ya no lo necesitamos para tirar del arado, y casi no hay más en estado salvaje, adiós al caballo. Sí, guardaremos algunos para jugar al dada, para la trifecta, para el cine, para la nostalgia.

El fin de la utilización del caballo en el diario vivir, y por fuera de los hipódromos o de algunas actividades tradicionales como ser las corridas de toros, hace pensar en el declive casi seguro de la presencia de este animal en la sociedad. De todas maneras, el caballo escaló posiciones en el mundo de los deportes y del esparcimiento en gran número de países, como ser por ejemplo Gran Bretaña, Francia, Alemania, y Estados Unidos. En el Reino Unido y luego de la Segunda Guerra Mundial, el caballo perdió todo cometido utilitario, para ser exclusivamente un animal para el espectáculo, el esparcimiento, y la práctica deportiva.

### Desmilitarización de los deportes ecuestres

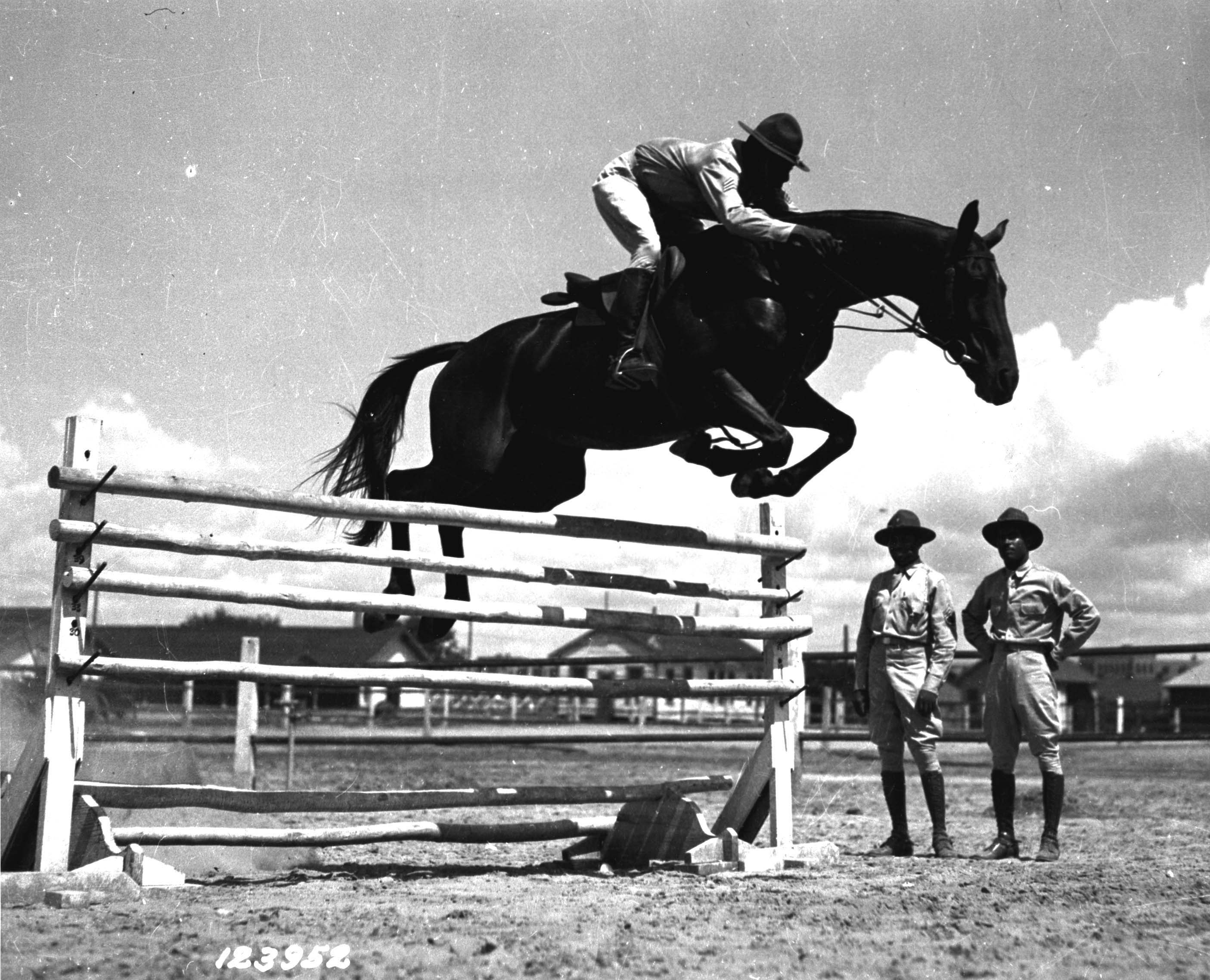
El sargento John Hill con el caballo Jumping Dan Ware, el 25 de julio de 1941.

Los primeros jinetes de los deportes ecuestres se nutrieron inicialmente del mundo militar, como bien lo ilustra la fuerte participación con ese origen de los primeros importantes raids de equitación, que precedieron a las carreras de enduro que tuvieron lugar entre 1892 y 1912. Los jinetes militares también estuvieron en el origen de innovaciones importantes en el dominio de la equitación deportiva, como ser la generalización del trote alzado y el desarrollo de la técnica del salto de obstáculos. Dado que en buena parte del siglo XX, la práctica de la equitación continuó siendo una actividad esencialmente masculina, y con raíces respecto del entrenamiento relacionado con la confrontación y la guerra, no deberá extrañar que en la bibliografía especializada y en la prensa de esa época, se encuentren determinadas expresiones sexistas como ser « Hombre de caballo ».

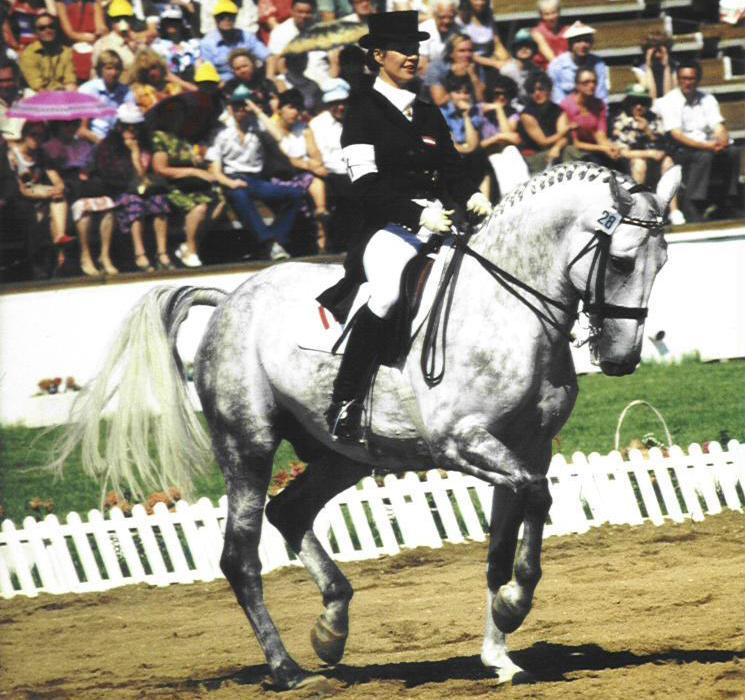
Elisabeth Max-Theurer en el hannoveriano 'Mon Chérie 2', en los Juegos Olímpicos de Verano de 1980 (Moscú, Rusia), prueba de doma clásica.

De manera puntual, corresponde recordar que los Juegos Olímpicos de Verano de 1900 en París, integraron las primeras pruebas olímpicas de equitación, con el salto de obstáculos así como con otras pruebas de salto que luego fueron abandonadas en esos eventos cuatrienales. El polo igualmente fue inscrito en el programa de los juegos de 1900 así como en cuatro otras oportunidades, y hasta 1936. Las cuatro otras disciplinas olímpicas ecuestres que aún existen hoy día, son el Salto de obstáculos, la Doma clásica, y el Concurso completo de equitación, así como una prueba de equitación en el Pentatlón moderno; estas disciplinas se establecieron en forma definitiva en los Juegos Olímpicos de Verano de 1912, en Estocolmo.
Los jinetes militares dominaron amplia y claramente los deportes ecuestres hasta la década de los años 1960. Entre otras cosas, la desmilitarización de la equitación en Francia se hizo perceptible en el año 1969, por el pasaje desde del área militar al área civil, del prestigioso Cadre noir de Saumur, originalmente el organismo encargado de la formación de la caballería militar francesa. Actualmente y desde la fecha citada, el Cadre noir depende jerárquicamente del Ministerio francés de deportes. Un fenómeno similar también se ha producido en las 'escuelas de equitación militar' de Jerez (España) y de Lisboa (Portugal), así como en los años 1960 en la 'escuela española de Viena' (Austria). Fue también hacia el fin de los años 1960, que en Francia pasaron a jubilarse los últimos profesores civiles de equitación que habían recibido su capacitación ecuestre en medios militares, abriendo así el paso a una nueva generación de caballistas surgidos enteramente del área civil. Esta transición en Francia tomó aproximadamente veinticinco años, o sea una generación.

### Democratización de la equitación y diversificación de las prácticas
Otro asunto a examinar es la « democratización de la equitación » (en este sentido, Jean-Pierre Digard analizó con detalle este aspecto refiriéndose al mismo como « masificación de la equitación »).
La democratización o masificación de la equitación se inició hacia el final del acantonamiento de la equitación en el ámbito militar, junto a un aperturismo en cuanto al interés general respecto de esta cuestión. Mientras que durante el siglo XX, progresivamente el número de caballos disminuía en forma importante en todos los países desarrollados, por el contrario, se presentaba el proceso inverso de fuerte aumento del número de jinetes activos. En especial se destaca en este sentido, que el desarrollo del excursionismo ecuestre y de la equitación de esparcimiento a partir de los años 1950, tanto en Francia como en otros países, permitió organizar las vacaciones familiares para poder practicar la equitación tanto en forma ocasional como central. La gente por lo general se siente atraída hacia los ambientes naturales, e incluso por las zonas agrestes y apartadas que sería dificultoso y fatigante visitar a pie, y en este sentido el caballo tiene ventajas respecto de soluciones motorizadas, tanto en terrenos irregulares como en zonas sin infraestructuras de rutas y puentes. El interés por el turismo ecuestre abarcó muy especialmente a Europa, Estados Unidos, Canadá, y la mayoría de los países de América Latina; y muchas de estas actividades fueron y son organizadas por la International federation of equestrian tourism (en español: Federación internacional de turismo ecuestre –FITE–).
Por su parte, el desarrollo de la equitación en poni, por influencia anglo-sajona, también mucho facilitó la introducción y el interés de los niños en el mundo del caballo ya desde tempranas edades. En Francia, los ponis forman parte integral del llamado «programa de clases verdes» (en francés: programme des classes vertes) iniciado en los años 1970. Este desarrollo por cierto que es funcional y está en consonancia con la apertura hacia la democratización de la equitación. Nótese que por ejemplo, el incremento en el número de jinetes durante el siglo XX en Francia realmente ha sido muy importante, pasando de 30 000 individuos inmediatamente después de la Segunda Guerra Mundial a 620 000 en el año 2001, y entre estos últimos unos 432 500 eran licenciados (egresados) de la Fédération française d'équitation. Por otra parte, las construcciones de paddocks en Inglaterra, para apoyar actividades de interés de los neo-rurales, pasó a ser importante hacia el fin de los años 1970, impulsando así también el interés general en la población respecto del mundo del caballo.
| Años                                                         | 1985    | 1990    | 1995    | 2000    |
| ------------------------------------------------------------ | ------- | ------- | ------- | ------- |
| Evolución en el tiempo de las licencias ecuestres en Francia | 147 108 | 214 007 | 325 670 | 434 980 |

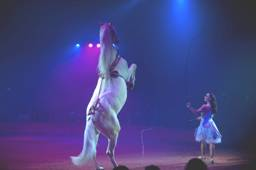
Espectáculo ecuestre en el circo Arlette Gruss (año 2009).

Estatua al caballo de carrera en la ciudad de Newmarket, en Inglaterra, cuna del turf británico moderno.

Los jinetes independientes que practicaban la equitación por puro placer y satisfacción y por fuera de todo marco regulatorio o competitivo, fueron cada vez más numerosos. Y la diversidad de prácticas específicas reguladas también se acrecentó notablemente, mientras que al principio del siglo XX solamente se destacaban tres disciplinas olímpicas surgidas de los entrenamientos militares (Doma clásica, CSO, CCE), así como el raid ecuestre que comenzó a llamarse endurance ecuestre o enduro ecuestre.
En efecto, en la segunda mitad del siglo XX se concretaron y reglamentaron un gran número de prácticas lúdicas, como ser los pony games (de origen anglo-sajón) y el horse-ball (de origen francés, inspirado en el pato argentino), lo que según afirma y opina Jean-Pierre Digard, testimonia cierta tendencia a la transición del deporte al juego. La mayoría de los juegos ecuestres del siglo XX, tienen su origen en antiguas tradiciones de los pueblos caballistas, surgidos o inspirados en las guerras, o en la caza, o en el trabajo con el ganado. Estas tradiciones también pueden ser presentadas como espectáculos, así como por ejemplo el yabusame japonés, que consiste en realizar tiros con arco y flechas sobre el lomo de un caballo en movimiento, lo que no tiene un equivalente occidental similar, y lo que perpetúa con formato de deporte y de espectáculo ecuestre, lo que en su origen era el entrenamiento de un samurái. Cabe señalar que en Gran Bretaña, los rallyes ecuestres así como el turf, son ellos muy populares, y muy promocionados por los medios de comunicación social (consultar particularmente los siguientes artículos: The Pony Club ; El turf en Gran Bretaña ; Carrera de caballos purasangre).

### Feminización

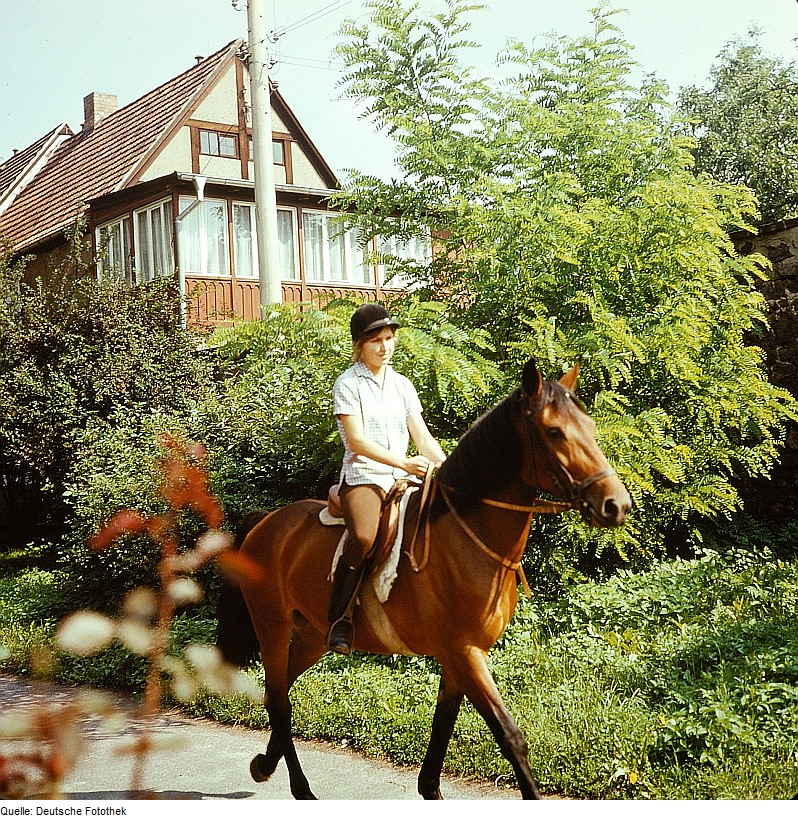
Amazona alemana en 1977.

Quienes eran practicantes activos de la equitación evolucionaron en cuanto a su integración durante el transcurso del siglo XX, ya que en buena medida oficiales y aristócratas cedieron su primacía en esta práctica tanto a mujeres (más de 70 %) como a jóvenes y a otros grupos, que por lo general pertenecían a la llamada clase media. Estos nuevos interesados en practicar la equitación, en tiempos anteriores y en los hechos estaban excluidos o tenían limitaciones para la práctica ecuestre, y en especial las mujeres por el hecho que la monta a horcajadas (con una pierna a cada lado del animal) les estaba prohibida, ya que solamente se les permitía la llamada monta a la amazona, una técnica que obligatoriamente requería de la ayuda de un hombre, para que la mujer pudiera subir y descender del caballo con sus polleras. La señalada prohibición perduró en Francia hasta 1930, momento en el que una ley autorizó a las mujeres a llevar pantalón para montar a caballo o circular en bicicleta. Para la mujer, montar a horcajadas en un caballo y tal como un hombre, entonces era visto simbólicamente como una metáfora de contacto sexual con el animal. Obviamente, las limitaciones recién expresadas implicaban un trato desigual con el caballo, según el sexo de la persona. Nótese que la autorización de la monta femenina a horcajadas en Francia, coincide en cuanto a fechas con el auge de los movimientos de protesta feministas del siglo XX.
Estos cambios de enfoque en las prácticas ecuestres se acentuaron en los años 1970, momento en que las mujeres dejaron de alinearse en concordancia con el modelo de equitación militar y masculino, y esta mayor feminización fundamentalmente implicó un cambio en cuanto al trato con el caballo. Hacia el fin del siglo XX, las mujeres representaban ya entre un 70 % a un 80 % de quienes practicaban la equitación en Francia, y esta tendencia era aún más marcada en el Reino Unido, donde incluso se llegó al extremo de que el simple deseo de practicar la equitación expresada por un masculino, era inmediatamente asociado como una tendencia hacia la feminidad, tal como si dijera que deseaba practicar la danza clásica o aprender corte y confección. Si bien es cierto que el mundo ecuestre se ha feminizado en forma importante en cuanto a su práctica todo a lo largo del siglo XX, algunas mujeres que adhieren a este tipo de actividades, son aún hoy día víctimas de machismo en algunas de sus formas, aunque es necesario reconocer ciertas diferencias según sea la actividad considerada (la competición ecuestre es aún un ámbito muy masculino, mientras que es todo lo contrario en lo que concierne a la equitación de esparcimiento).
La proporción de mujeres de a caballo ha sido estudiada tanto por etologistas como por psiquiatras, que ponen de relieve el símbolo de animal masculino y fuerte que está ligado con el caballo. La feminización de la equitación en realidad concierne especialmente a los países desarrollados y muy urbanizados. Los países donde aún domina una sociedad pastoril, en realidad no presentan esta tendencia. Las imágenes prevalentes de los gauchos argentinos y de los cow-boys estadounidenses, unidos a una importante y promocionada producción de filmes western, reafirman un estatus fuertemente masculino del mundo de los caballos.

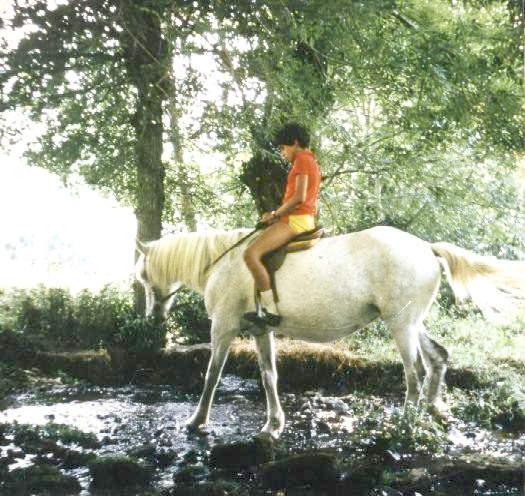
Excursionismo ecuestre en Poitou-Charentes (Francia), agosto de 1972.

### Caballos para el esparcimiento y la diversión
La tenencia de un caballo para el propio esparcimiento y satisfacción evolucionó en forma importante en el siglo XX. En los tiempos precedentes, poseer un caballo era sinónimo casi exclusivamente de tener un animal utilitario (y en Francia, durante buena parte del siglo XIX y principios del siglo XX, el caballo fue considerado como un « animal de renta », susceptible de en todo momento poder ser enviado al matadero por parte de su propietario).
Por lo general, propietarios particulares compran caballos para el entretenimiento y la diversión, en aquellos países donde el animal ya ha perdido su cometido utilitario, y entonces, un caballo se aproxima así a lo que es un animal de compañía (según la opinión de Jean-Pierre Digard). La revista francesa Cheval magazine por su parte, mucho ha impulsado en 1999 y años siguientes, que en Francia los caballos sean oficialmente considerados como animales de compañía, lo que en los hechos casi seguramente implicaría el fin de la hipofagia en ese país. Los caballos de particulares, son utilizados con alguna frecuencia en actividades típicas de esparcimiento, con particular énfasis en lo que se refiere al llamado excursionismo ecuestre, el que privilegia el vínculo entre el jinete y su montura.
La tendencia que acaba de señalarse también se ha impuesto en Irlanda, especialmente durante los años del llamado Tigre Celta (1995-2001), momento en que podían verse boxes de caballos individuales adosados a casi todas las casas, por ejemplo en Killarney. La tasa de caballos por habitante en Irlanda, pasó a ser así el más elevado de Europa, posiblemente porque la posesión de un caballo en cierto sentido era sinónimo de éxito social, así que muchas familias optaron entonces por poseer el suyo propio.
Luego desde Estados Unidos, comenzó a extenderse la moda del caballo miniatura, teniendo cierta aceptación en Australia y en Francia, lo que obviamente trajo aparejado el rápido aumento del precio de estos animales. El caballo miniatura ya puede considerarse a parte entera como un animal de compañía, a tal punto que a veces se los pasea atados con una cuerda, como corrientemente se haría con los perros.

## Pueblos caballistas

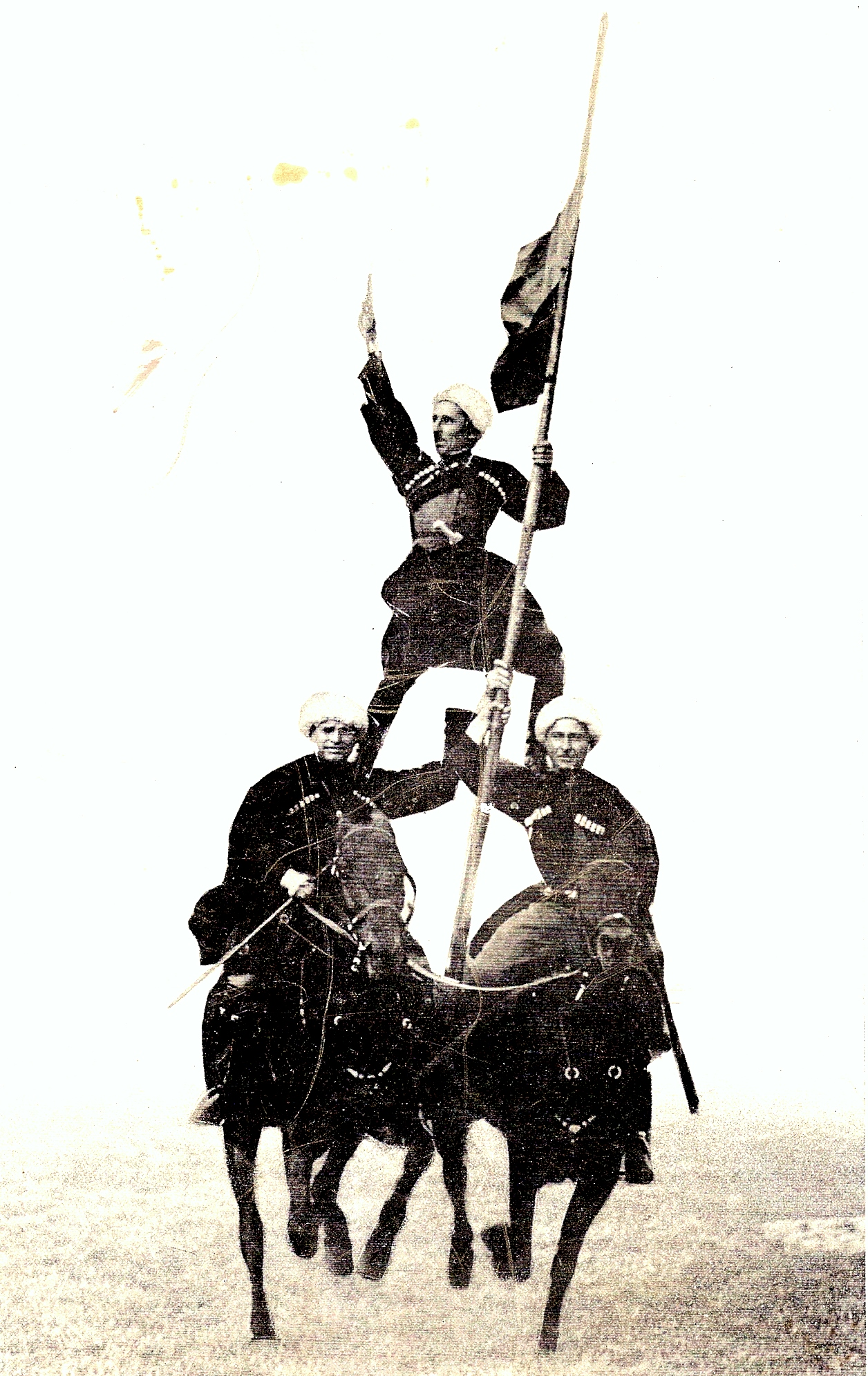
Demostración de acrobacia cosaaca en los años 1950.

El siglo XX favoreció también la transformación y sedentarización de ciertos pueblos históricamente nómades de las estepas euroasiáticas, muchas veces llamados pueblos caballistas, y que históricamente acordaron un lugar importante al caballo dentro de la propia cultura.
Pero bajo influencia de la URSS, particularmente en la República de Sajá, en el distrito federal del Lejano Oriente, la colectivización de los años 1920 y 1930 hizo recular en parte el sitial del caballo que estaba presente tanto dentro de la propia cultura tradicional como en lo concerniente al transporte, a la alimentación, y a la cría de animales. Por cierto que luego de la caída de la URSS, el caballo guardó en esa zona su lugar simbólico tradicional, pero de todas maneras desapareció en los hechos de la vida cotidiana. La cría equina tiene en esa zona cada vez menos importancia y extensión, a pesar de la popularidad que siguen teniendo las carreras de caballos. Indudablemente y por razones fundamentalmente políticas, la URSS luchó bastante activamente en contra de la cultura cosaca. De todas maneras y después de 1991, hubo cierto renacer del interés por valorizar el patrimonio caballista tradicional cosaco, como por ejemplo sus famosas acrobacias a caballo, pero igual, los estilos de vida que se modificaron durante el período soviético, ya no se pudieron revertir.
En Hungría, donde la cultura históricamente estuvo ligada al nomadismo caballista, los vehículos motorizados remplazaron completamente al animal en la vida cotidiana. De todas maneras, igualmente el caballo conservó cierto lugar de destaque, tanto en los cuentos y leyendas como en cuanto a ausencia de limitaciones a su circulación en zonas públicas (un caso único en Europa, junto con Irlanda), como en cuanto al entusiasmo por el deporte hípico, y como en cuanto al mantenimiento de la cultura csikos.
Afganistán (así como de manera general toda el Asia Central) siempre fue muy caballista, entre otras cosas allí manteniéndose el interés respecto del Buzkashi, un juego muy violento y cuyo objetivo es el de obtener y manejar el cadáver de una cabra decapitada. El fervor popular por este juego en esa zona, ha sido puesto en destaque por Joseph Kessel en su novela de 1967 titulada Les Cavaliers.
Los mongoles, una civilización también muy caballista, han conservado bastante bien su modo de vida nómada tradicional durante todo el siglo XX : entre otras cosas, sus niños aprenden a montar a caballo antes de cumplir los siete años. De todas maneras y en los años 1980, el Partido del Pueblo de Mongolia adoptó y promovió un eslogan : « Hoy un millón de caballos, mañana un millón de motores ». No obstante ello, la adhesión de los mongoles a su modo de vida tradicional se mantuvo en niveles altos, y a pesar de la introducción de vehículos motorizados, en particular por parte de grandes criadores, el caballo conservó su estatus de prestigio (en particular en lo que se relaciona con el Naadam, el festival tradicional de Mongolia).

## Sensibilidades respecto del caballo
Mort dans l'après-midi (1932) : [...] Je ne puis voir un cheval tomber dans la rue sans éprouver à ce spectacle le besoin impérieux d'aider l'animal.
Muerte en la tarde (1932) : No puedo ver un caballo caído en la calle, sin experimentar frente a ese espectáculo la necesidad imperiosa de ayudar al animal.

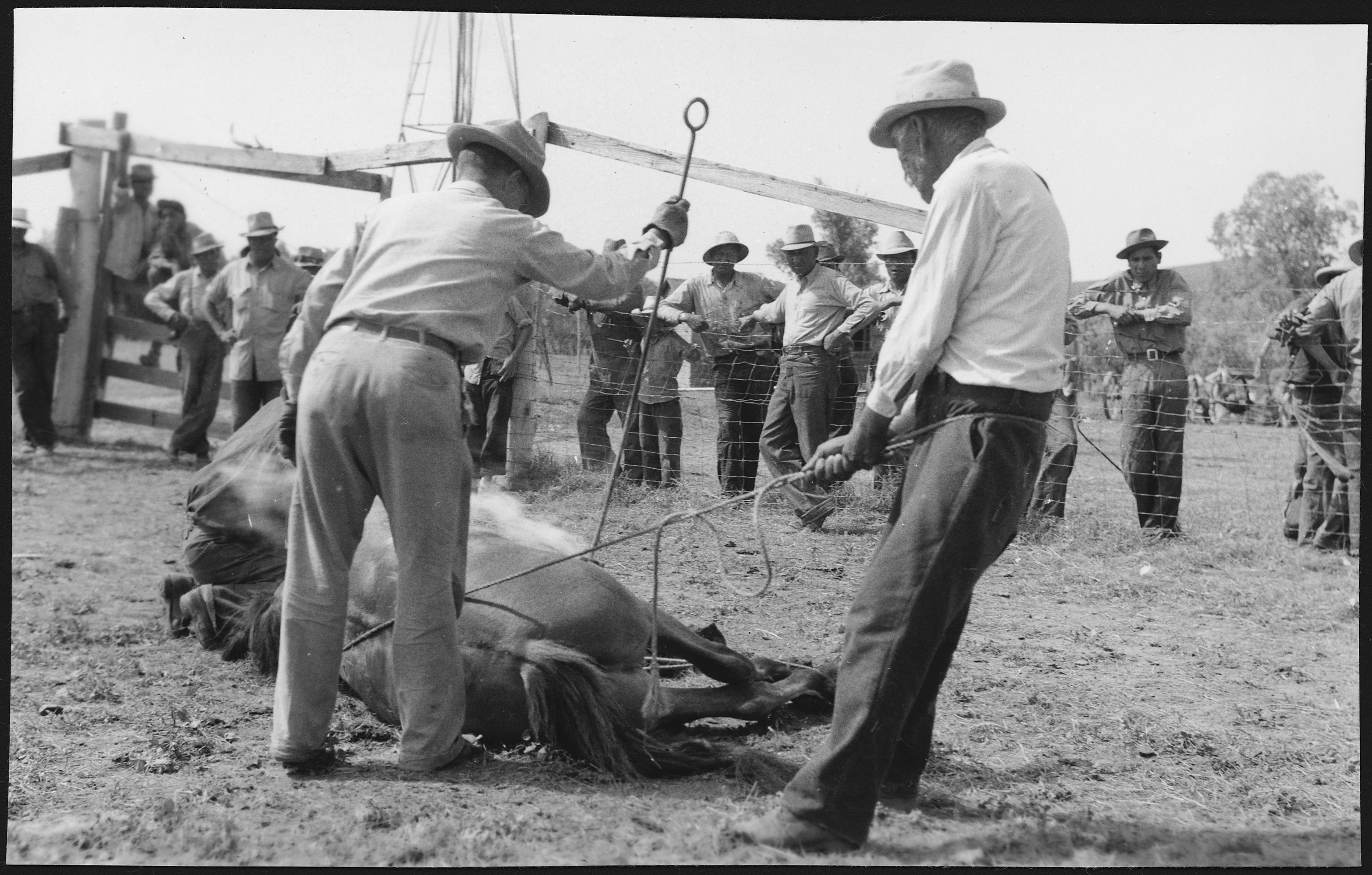
Marcación a hierro caliente de un caballo en Estados Unidos, año 1938.

Otra característica del siglo XX, según Jean-Pierre Digard, es la sensibilidad que se generalizó en relación con los caballos, pasando del gran respeto que se debe tener por el animal a un sentimiento incluso más profundo de verdadero amor. Esto se inscribe en la sensibilidad que en este sentido afloró en el siglo XIX, en donde y entre otras cosas, en 1824 se concretó la creación de la Sociedad para la Prevención de la Crueldad contra los Animales, y en cuyo logotipo se representaba a un ángel venido para penalizar a un hombre que castigaba a su caballo. Los escritores y poetas también hicieron su aporte en este sentido. En 1932 por ejemplo, Ernest Hemingway evocaba ya en Muerte en la tarde, la crueldad manifiesta que suponía las muertes de caballos en las arenas de las corridas de toros.
Hacia el fin del siglo XX, ciertas polémicas surgieron en relación con algunas prácticas tales como la llamada técnica del caballo de obstáculos (consistente en causar algún dolor en las patas de un caballo en el momento de saltar un obstáculo, con el objetivo de que saltara más alto las próximas veces), así como la marcación a hierro caliente (ya prohibido en varios países de la Unión Europea), los atelajes, los arneses y las bridas que se imponen a los animales (muchas veces dolorosos o al menos incómodos), los recorridos de enduro ecuestre (pruebas de resistencia), y el envío de caballos a los mataderos, etc. Jean-Pierre Digard opinaba que la feminización de la equitación mucho contribuyó a que se cuestionaran estas prácticas. Y es así como, muchos centros ecuestres, y particularmente desde los años 1990, silenciaron sus prácticas de enviar los caballos de refugo a los mataderos, por miedo a perder parte de sus clientes. Los primeros centros de salvamento para equinos maltratados o con algún destino considerado cruel o injusto, se crearon más o menos en la misma época.

### Hipofagia
La hipofagia, o sea, el consumo de carne de caballo, ha sido blanco de críticas tanto en Francia como en el mundo anglo-sajón. No obstante ello, en los años 1910 por ejemplo, el consumo de este tipo de carne era habitual por parte de los franceses, a tal punto que los mataderos de esa época muchas veces no lograban satisfacer totalmente la demanda. Pero especialmente hacia la segunda mitad del siglo XX, la hipofagia ya estaba en franco retroceso.
No hace tanto que los caballos y los asnos eran consumidos regularmente en Gran Bretaña, particularmente en Yorkshire, y esto ocurrió hasta los años 1930. Durante la Segunda Guerra Mundial, la hipofagia fue frecuente en Francia, Alemania, y Estados Unidos, y durante los años de posguerra, también tuvo una corta popularidad el consumo de este tipo de carne en los hospitales, dado el elevado número de internados allí existente. Incluso hasta en 1985, el Harvard Faculty Club en la prestigiosa Universidad de Harvard proponía caballo en su menú, e incluso ello llegó a ser casi una tradición, pues se había mantenido por más de un siglo.
Un tabú en cuanto a la alimentación afecta el consumo de carne de caballo en el mundo anglosajón, y la hipofagia también es rechazada por muchos franceses, pero las restricciones en períodos de guerra, suavizaron ciertas reticencias, y además, legislaciones específicas fueron aprobadas y aplicadas por períodos cortos. Es indicativo que en 1915 por ejemplo, Nueva York haya modificado su código sanitario, legalizando la venta de carne de caballo.
Tanto Éric Baratay como Jean-Pierre Digard, coinciden en opinar que el rechazo cada vez más fuerte a la hipofagia en las países desarrollados, se explica por el cambio del estatuto o visión del caballo en esas sociedades, que derivó a ser algo relativamente próximo a un animal de compañía. Según un estudio de la OFIVAL, la hipofagia bajó un 60 % en Francia, entre 1980 y 2001.
Por otra parte, la activista social Brigitte Bardot denunció en 1983 frente a la opinión pública, las condiciones inadecuadas de transporte de los caballos destinados a las carnicerías, y lo cierto es que siete epidemias de triquinelosis se produjeron entre 1975 y 1998, con 2800 casos en Italia y Francia, contribuyendo así también a la disminución del consumo de carne de caballo en esos países. De todas maneras, la hipofagia continuó teniendo cierta importancia en Italia, según un sondeo realizado en 1989, el que señalaba que 11 % de los italianos consumía carne de caballo al menos una vez por semana.

### Medidas de protección

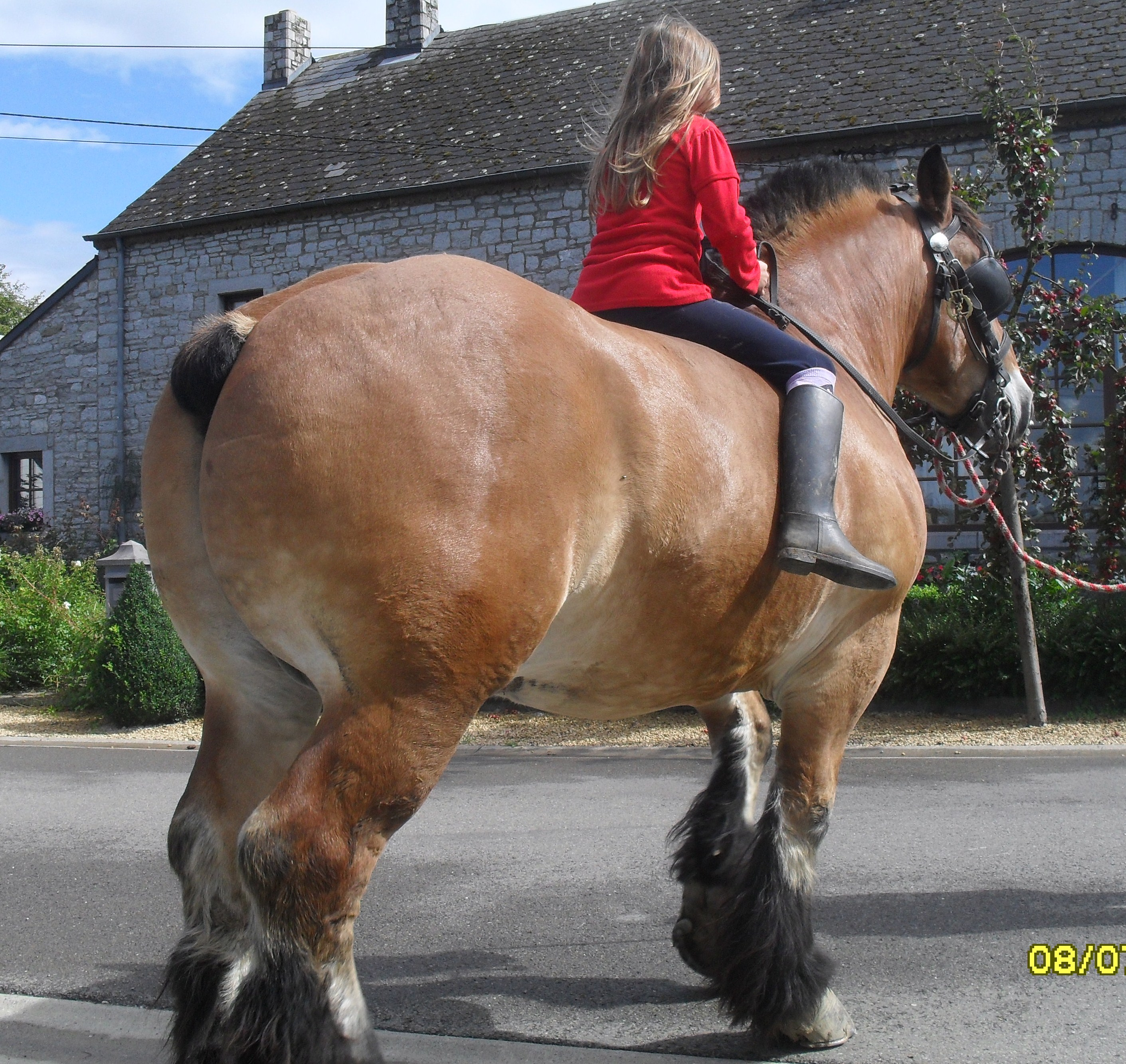
Caballo de tiro ardenner belga
(obsérvese la cola amputada).

La mayoría de las reglamentaciones en favor de los caballos se elaboraron en la segunda mitad del siglo XX. Así, la caudectomia (amputación de la cola por seccionamiento intervertebral, véase la imagen a la derecha) está prohibida en Bélgica desde 1986, y en Francia desde 1996, y según Philippe Vasseur, eso se concretó en el marco de « una serie de acciones destinadas a hacer respetar un código de buena conducta respecto de los animales ». Esta evolución en favor de la protección de los animales también llegó a los deportes ecuestres, y un ejemplo es la limitación de los golpes de fusta (autorizados a tres en 1990) impuesta por la Fédération française d'équitation. Por su parte, las pruebas de salto ecuestre y de concurso completo están cada vez más reglamentadas, habiéndose impuesto, entre otras cosas, que una caída del jinete es eliminatoria.

### Equitación etológica
El desarrollo de la equitación etológica es indisociable con el crecimiento de la sensibilidad y de la admiración y respeto por el caballo, que se fue produciendo con el correr del tiempo, y en espacial hacia el fin del siglo XX. Las primeras prácticas destacables en este sentido, surgieron del entorno de los wéstern estadounidenses, por reacción a ciertas prácticas tradicionales de los cow-boys, que intentaban « doblegar a los caballos », y además con el fin de proponer una alternativa a la equitación wéstern clásica. Los jinetes pioneros fueron Tom Dorrance y Ray Hunt. Luego de los años 1980, esta corriente se impuso progresivamente en el ambiente ecuestre, y el conocimiento aportado por la misma se registró y codificó convenientemente. El éxito del film de Robert Redford titulado The Horse Whisperer (1998), popularizó los principios de la equitación etológica entre el gran público.

## Arte, cultura, y ficción en general

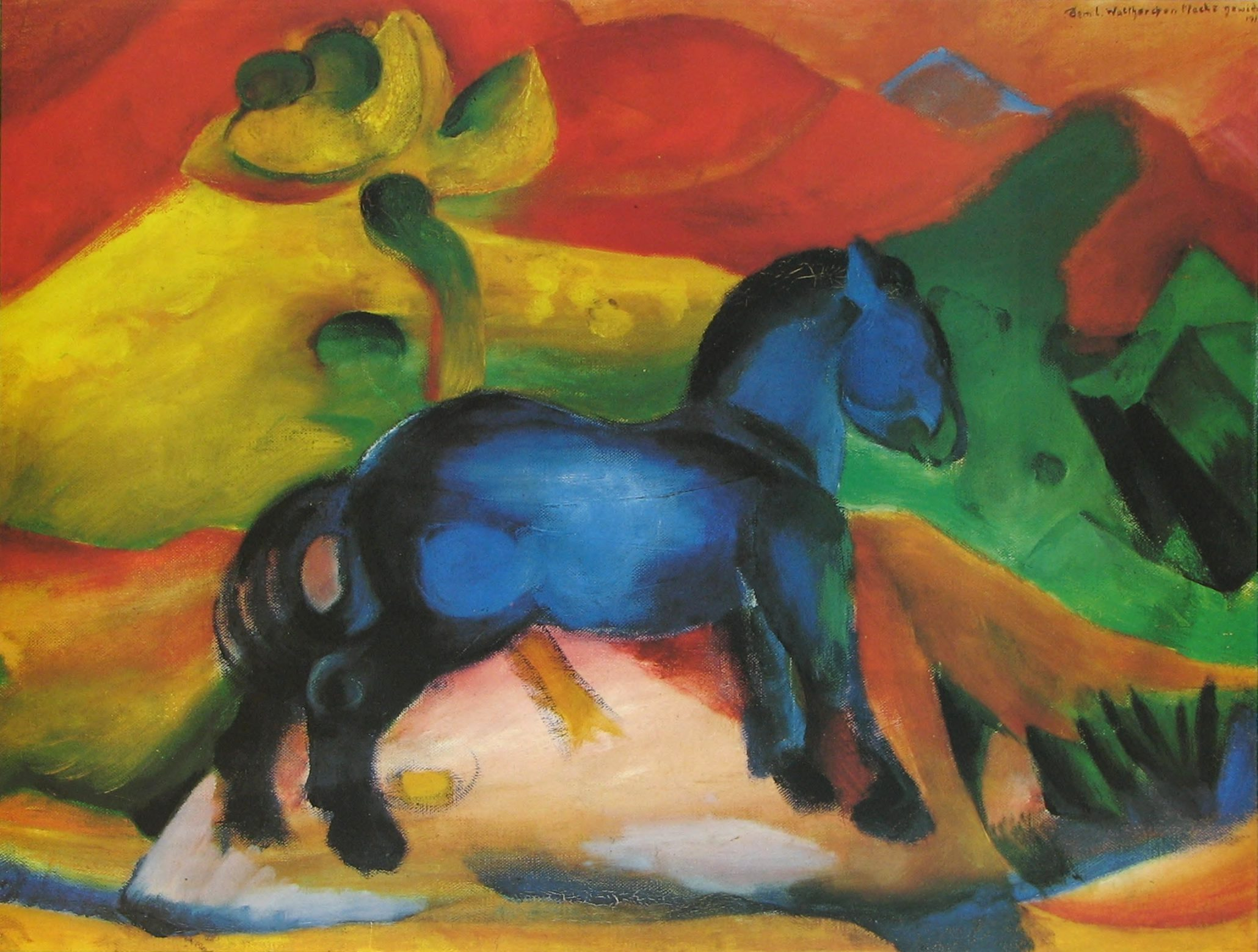
Le Cheval Bleu (1912), de Franz Marc.

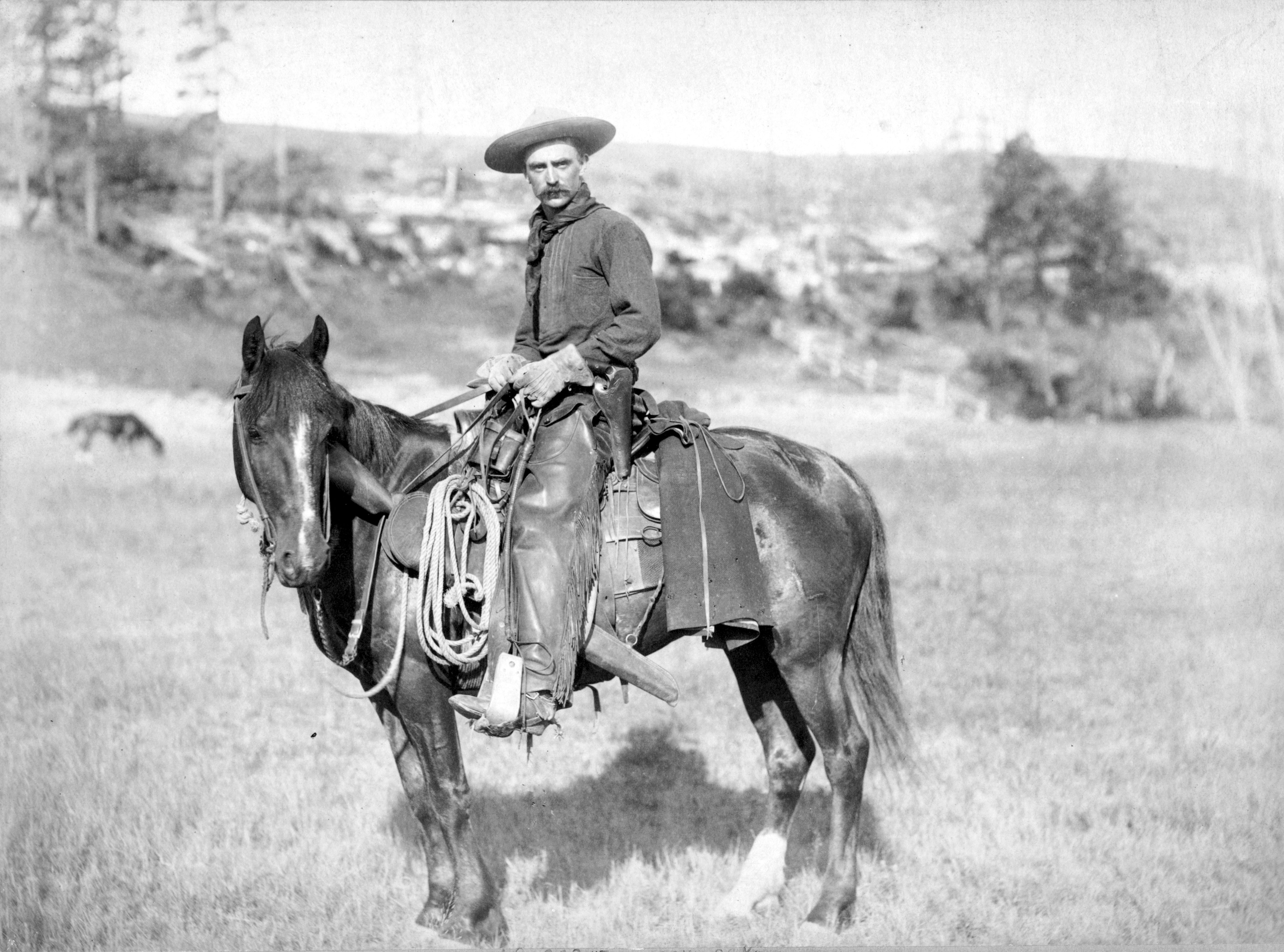
« Las más importantes preocupaciones de un vaquero son su pistola y su caballo ».

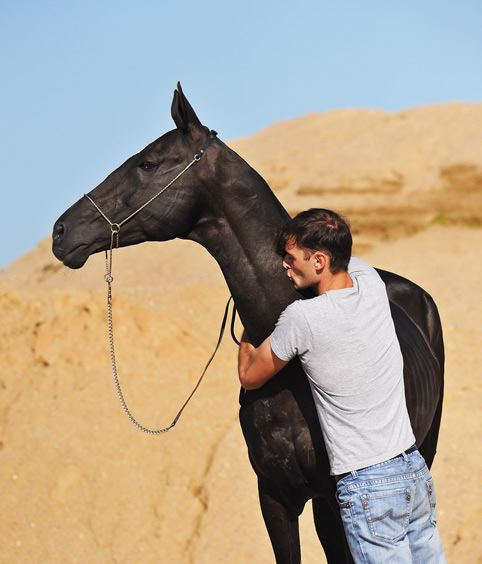
El fotógrafo de equinos de nacionalidad rusa, Artur Baboev, con su semental favorito Tokhtamysh (raza Akhal-Teke).

El siglo XX, época de transición para el caballo, también le proporcionó a este animal, un lugar de destaque en una variedad de producciones artísticas y culturales. En este aspecto corresponde recordar, entre una larga lista de pintores y escultores, a por ejemplo el artista estadounidense Frederic Remington (fallecido en 1909), quien representó numerosas escenas del Far West con sus característicos caballos, así como al pintor alemán expresionista Franz Marc, una de cuyas obras más conocidas es Le Cheval bleu. Por su parte, Pablo Picasso (1881-1973) también acordó al caballo un lugar preponderante en su imaginario, asociado en muchos casos con el toro y el minotauro.
El siglo XX igualmente quedó marcado por destacadas sagas literarias y por una extendida novelística del oeste, que ciertamente acordaban a los caballos un lugar de relevancia. En este sentido y entre muchas opciones, puede citarse a la emblemática novela de Owen Wister del año 1902 llamada The Virginian (El virginiano), así como la colección de cuentos El corazón del Oeste (Heart of the West, año 1907) de O. Henry, y los relatos de Noches de Arizona (Arizona Nights) de Stewart Edward White.

## Literatura
En literatura de ficción, una de las mejores obras directamente relacionadas con caballos es incontestablemente la saga de The Black Stallion (en español: El Corcel Negro) de Walter Farley (publicada originalmente en 1941), serie de libros para jóvenes, y a cuyo primer tomo le fue otorgado en 1944 el Young Reader's Choice Award (premio literario concedido anualmente por los estudiantes del Noroeste del Pacífico de Estados Unidos y Canadá). El caballo de esta serie, Black, fue galardonado como el más célebre caballo de ficción del siglo XX por parte del periódico New York Times. La obra señalada cuenta la amistad que une a Alec Ramsay (un joven adolescente) con el semental llamado Black, un animal salvaje que con el desarrollo de los acontecimientos pasó a ser un campeón en las carreras hípicas. Adaptaciones de esta obra han sido llevadas tanto al formato cómic, como al cine y a la televisión.
My friend Flicka de Mary O'Hara (1941) es igualmente un clásico de novela de juventud, que integra una trilogía junto a Thunderhead, son of Flicka (1943) y Green grass of Wyoming (1946), y en donde se narra la amistad y entendimiento entre un jovencito y sus caballos en un rancho en Estados Unidos.
Por su parte, además es pertinente señalar que John Steinbeck escribió la novela titulada The Red Pony (1933), también una obra para jóvenes, donde se narra las peripecias y los sueños de Jody, un niño que vive en un rancho en California; la vida de dicho niño se desarrollaba sin emociones fuertes hasta que sus padres le regalaron un poni rojo, y a partir de ese momento Jody tiene grandes alegrías, aunque también tristezas cuando el poni enferma. Los escritores franceses también han aportado lo suyo en este tipo de narrativa, y en este sentido puede citarse la novela La Jument verte de Marcel Aymé (1933).
En la línea de novelas de aventuras, puede recordarse también a Les Cavaliers (1967), obra ambientada en la sociedad afgana y relacionada con los juegos tradicionales ecuestres conocidos como Buzkashi, y que es considerado uno de los mejores escritos de Joseph Kessel. También corresponde mencionar la novela de Cormac McCarthy titulada All the Pretty Horses, dada a difusión en 1992, ambientada en la típica sociedad de los cow-boys estadounidenses alrededor de los años 1950, y que naturalmente también fue llevada al cine.

## Cinematografía

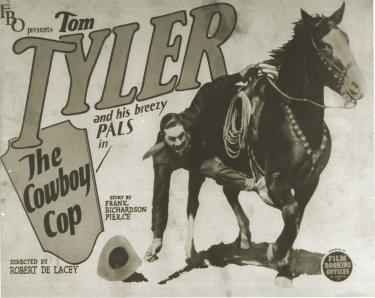
Cartel de la película wéstern estadounidense titulada The Cowboy Cop, 1926.

Sin duda pueden citarse muchas películas en las que, de una forma u otra, los caballos son protagonistas.
Las historias sobre caballos en el cine que más vienen a la mente, son las de los filmes wéstern, en donde los animales están omnipresentes, formando parte de la propia trama. Según la enciclopedia Larousse du Cheval et du Poney, las películas wéstern presentan una imagen de caballo maravillosa e idílica, próxima de una visión mitológica. Con frecuencia y en el oeste salvaje, el caballo era capaz de galopar durante horas sin fatigarse, así como obedecer solamente a su amo, y demostrar una marcada inteligencia. Sobre este asunto, Henri Gougaud dijo que « Un cow-boy sans sa monture n’est qu’un centaure brisé en deux, une âme séparée d’un corps, un être sans existence profonde, trop seul, trop maladroit pour tenir à notre inconscient le discours que nourrit un rêve millénaire. Le véritable héros de western, c’est le cheval, la plus noble conquête du cinéma » (traducción al español: « Un cow-boy sin su montura es como un centauro partido en dos, un alma separada de su cuerpo, un ser sin existencia profunda, demasiado solo, y demasiado torpe como para llegar hasta nuestro inconsciente con el discurso enriquecido con un sueño milenario. El verdadero héroe de un wéstern, es el caballo, la más noble conquista del cine »).
En relación con otro tipo de películas con caballos que no sean wésterns, dominan sin duda las historias relacionadas con las actividades hípicas, y en especial pueden señalarse varios filmes estadounidenses de la primera mitad del siglo XX, entre los que se destacan: Kentucky Pride (1925), Broadway Bill (1934), Saratoga (1937), A Day at the Races (título en español: Un día en las carreras, 1937), National Velvet (título en español: Fuego de juventud, 1944), Riding High (1950).

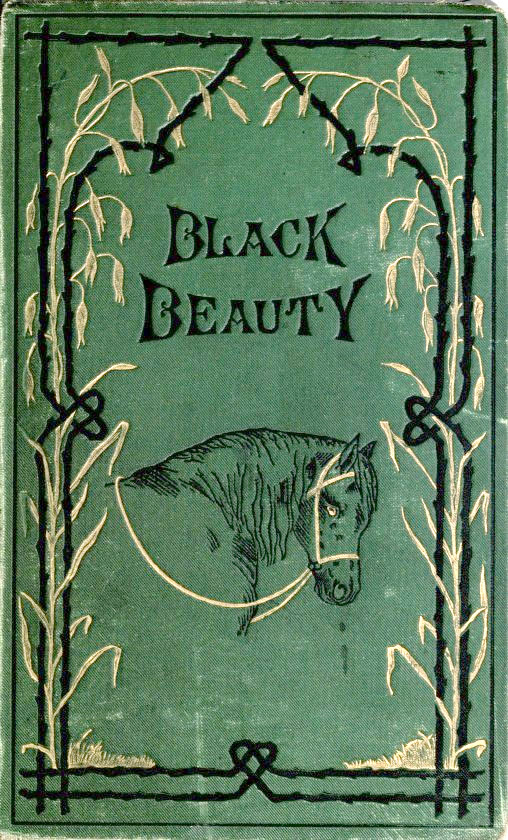
Portada de la novela Black Beauty, primera edición de 1877, publicada en Londres por la editorial 'Jarrold and Sons'.

El mediometraje francés titulado Crin-Blanc, estrenado en 1953, ofrece un tema muy diferente, pues trata la infancia, la ensoñación, y los viajes, temáticas que también se encuentran tratadas en el filme irlandés titulado Le Cheval venu de la mer estrenado en 1992.
La saga literaria del L'Étalon noir también fue adaptada en filme en 1979 y 1983, y por su parte, también son a destacar dos adaptaciones cinematográficas de Black Beauty (Belleza Negra o Azabache), la novela de Anna Sewell dada a difusión en 1877, las que fueron estrenadas respectivamente en 1987 (Belleza Negra) y 1994 (Black Beauty).
Por último y ya para concluir esta reseña, corresponde señalar que en cuanto a cinematografía, el fin del siglo XX fue marcado por la excelente película estadounidense titulada The Horse Whisperer, con la participación de Robert Redford como actor y director (estrenada en 1998, y también conocida con el título El hombre que murmuraba a la oreja de los caballos o El hombre que susurraba a los caballos).

## Trabajos académicos
- [Baratay-2003] (en francés) Éric Baratay, Et l'homme créa l'animal: histoire d'une condition, editor 'Odile Jacob', colección 'Sciences humaines', 2003, ISBN 2738112471 y 9782738112477 (texto en línea).
- [Cochet-2012] (en francés) François Cochet, De la cavalerie à cheval au cheval d'acier, capítulo en la obra Armes en guerre: XIXe - XXIe siècle, Mythes, symboles, réalités, editor 'CNRS', 2012, ISBN 2271073685 y 9782271073686.
- [Derry-2006] (en inglés) Margaret Elsinor Derry, Horses in Society: A Story of Animal Breeding and Marketing, 1800-1920, editor 'University of Toronto Press', 2006, ISBN 0802091121 y 9780802091123 (texto en línea).
- [Digard-2007] (en francés) Jean-Pierre Digard, Le XXe siècle ou le cheval de divertissement - jusqu'où ?, capítulo en la obra titulada Une histoire du cheval : art, technique, société, editor 'Actes Sud', colección 'Nature', 2007, ISBN 2742764836 y 978-2742764839.
- [Gouraud-2009] (en francés) Jean-Louis Gouraud, Le cheval, animal politique, L'Histoire n.º 347, noviembre de 2009, p. 95 y siguientes.
- [Greene-2008] (en inglés) Ann Norton Greene, Horses at Work: Harnessing Power in Industrial America, editor 'Harvard University Press', 2008, ISBN 0674031296 y 9780674031296 (texto en línea).
- [Roche-2007] (en francés) Daniel Roche, Daniel Reytier, À cheval !: écuyers, amazones & cavaliers du XIVe au XXIe siècle, editor 'Association pour l'Académie d'art équestre de Versailles', 2007, ISBN 2913018033 y 9782913018037.

## Artículos
- (en francés) Jean-Pierre Digard, Des manèges aux tipis. « Équitation éthologique » et mythes indiens, Techniques et cultures n.º 43-44, 2004 (consultar pp. 2-10).